# Сморгонь
Сморго́нь (бел. Смарго́нь) — город в Гродненской области Беларуси. Административный центр Сморгонского района.
Расположен на реке Оксне (левый приток реки Вилии) и её притоке реке Гервятке, в 110 км к северо-западу от Минска и в 260 км к северо-востоку от Гродно. Железнодорожная станция на линии Молодечно — Вильнюс, узел автодорог на Молодечно, Вилейку, Вильнюс, Свирь, Крево.
Известен с начала XVI века как частновладельческое местечко Зеновичей, Радзивиллов, Пшездецких. В XVII веке Радзивиллы основали здесь школу дрессировки медведей — «Сморгонскую медвежью академию». Во время войны 1812 года при отступлении французских войск в Сморгони Наполеон Бонапарт передал командование войсками маршалу Мюрату и отбыл в Париж. В конце XIX века Сморгонь — крупный центр кожевенной и обувной промышленности. Во время Первой мировой войны город был полностью разрушен, из-за чего получил прозвище «Мёртвый город». В 1960—1980-е годы в городе был построен ряд крупных промышленных предприятий.
Площадь — 2145 га, численность населения — 35 072 человек (на 1 января 2025 года).

## География

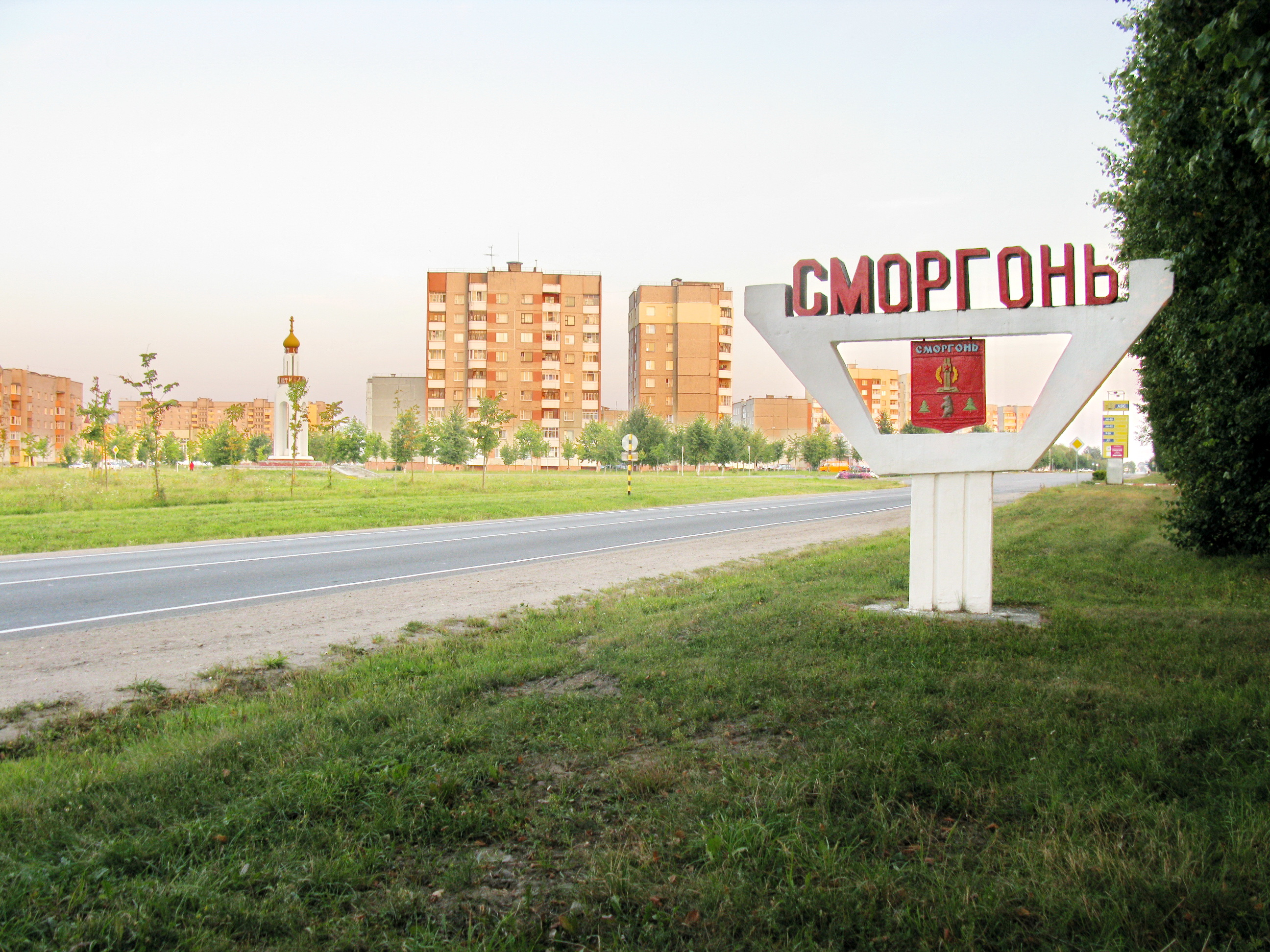
Въезд в город со стороны Молодечно

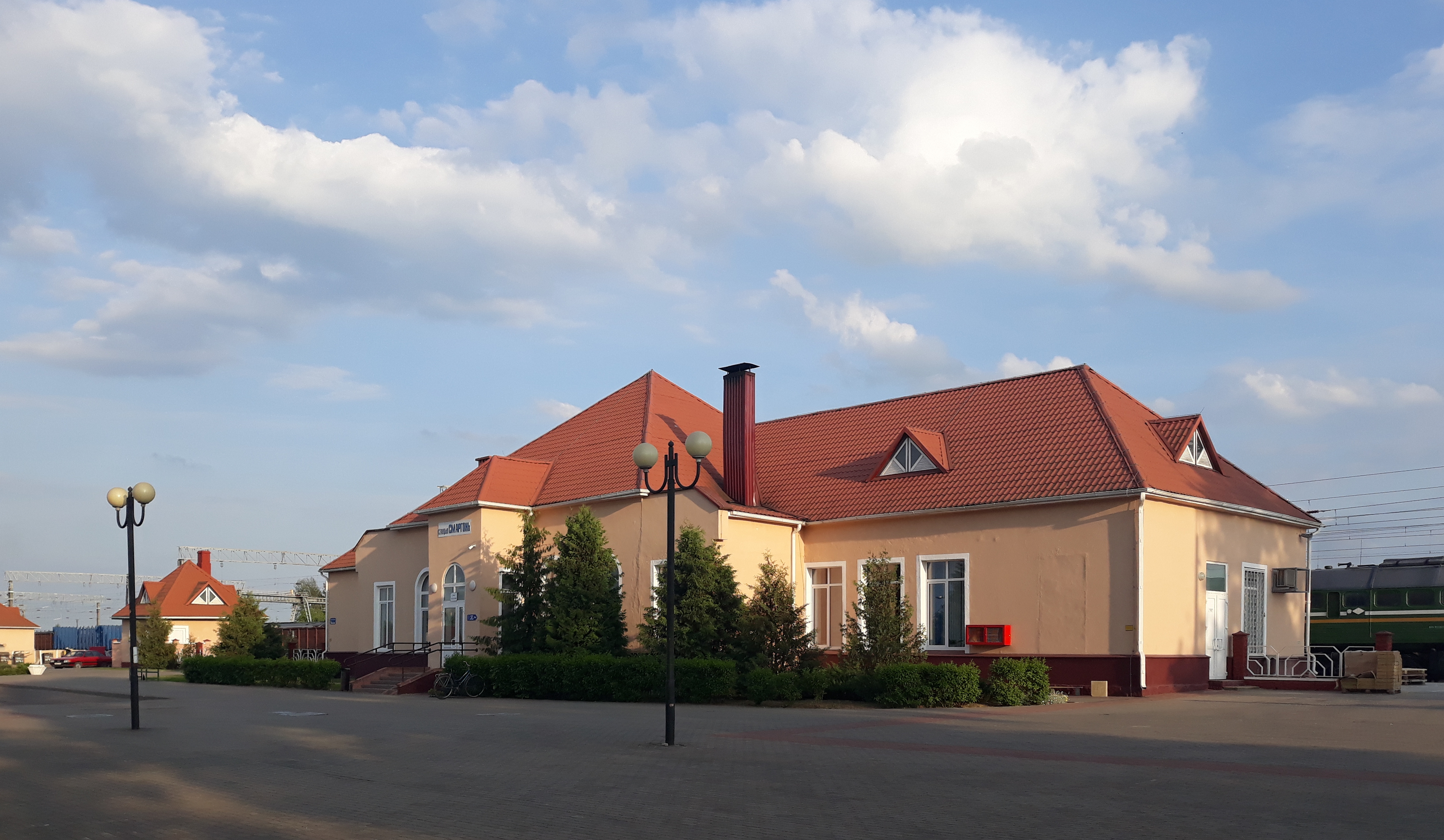
Железнодорожная станция

Город Сморгонь расположен на северо-западе Беларуси в пределах Нарочано-Вилейской равнины, в двух километрах юго-западнее реки Вилия. Рельеф пологоволнистый, пересечённый долинами рек, преобладающие высоты 140—160 м.
Средняя температура января −6,8 °C, июля +17,6 °C. Осадков выпадает в среднем 650 мм в год. Вегетационный период 190 суток. В летний период преобладают ветры юго-западного и южного направлений, в зимний — северо-западного и северного.
Через город протекают две малых реки:
- Оксна, левый приток реки Вилия, длина 20 км, площадь водосбора 104 км²
- Гервятка, левый приток реки Оксна, длина 13 км, площадь водосбора 40 км²

На реках сооружено несколько прудов использующихся в рекреационных целях, а также для регулирования паводков.

## Этимология
Существует несколько версий происхождения названия Сморгонь. Так по одной их них, в его основе лежит старинная мера площади пахотной земли морг, равная приблизительно 0,5 га, в сочетании со славянским суффиксом -онь и приставкой с.
По версии лингвиста Р. Шмиттлейна, топоним был образован из германских элементов smaro и -gon (-gonys).
Белорусский топонимист Жучкевич В. А. считал, что название Сморгонь «следует считать балтийским» и возводил его к «балтийскому smurgo — неряха, халтурщик, также подмастерье», близкому к славянским антропонимам Сморк, Сморкач
. Топонимист Поспелов Е. М. частично повторил эту версию, написав, что «название от прозвищного имени Сморга, которое может восходить к балт. smurgo». По С. Б. Веселовскому, прозвище Сморга связано со словами сморгасить «сболтнуть пустое, соврать», сморгать «тереть».
Филолог А. Рогалев считал, что топоним Сморгонь произошёл от названия существовавшей в прошлом речки, которое состоит из корневых основ Смор- и -гонь. Первую часть он сопоставляет с гидронимом Самара либо с этнонимом кимеры (киммерийцы), а вторую — с иранскими словами кан, хан, хон — «источник», «ручей».
Согласно одной из версий местных краеведов, название города произошло от соединения двух слов — морг (единица площади равная приблизительно 0,71 га) и гони (пахотный участок). Первые владельцы местечка Зеновичи будто бы наделяли крестьян землёю площадью не более одного морга. Поэтому эти участки стали называть «с морг гони», то есть гони величиной с морг. Существует также версия, согласно которой один из Радзивиллов одаривал участками земли размером с морг загонщиков, отличившихся на княжеской охоте. Однако Сморгонь перешла во владение Радзивиллов только в 1628 году, а название известно с начала XVI века. Согласно другой версии первые жители поселения гнали скипидар из выкорчеванных при разработке участков пней — так называемый смар или смур. Отсюда название профессии местных жителей — «смарогоны» или «смургони».
Существует версия происхождения названия города из иврита: от шомер «беречь, сторожить» и ган «защищать, оборонять» либо г-он «богатство» (ср. библейский топоним Шомрон).

## Геральдика
Герб и флаг учреждены Указом Президента Республики Беларусь от 1 декабря 2004 года № 590 и зарегистрированы в Государственном геральдическом регистре 16 декабря 2004 года № Б-19 и № Б-20. Одобрены решением Сморгонского районного Совета депутатов от 11 апреля 2003 года № 2-15.
Герб города Сморгони представляет собой изображение на серебряном поле испанского щита стоящего на красной решетке на задних лапах чёрного медведя, в передних лапах которого герб Радзивиллов «Трубы» — на голубом поле размещены три черных охотничьих рожка, соединённые в центре мундштуками. В основу гербового сюжета взят исторический факт существования в Сморгони школы дрессировки медведей, так называемой «Сморгонской академии», основанной в XVII веке Радзивиллами.
Флаг города Сморгони представляет собой прямоугольное полотнище с соотношением сторон 1:2. По центру находится белая полоса, соответствующая 1/7 ширины полотнища, сопровождаемая сверху двумя спаренными полосами голубого и красного цвета, составляющими по 1/14 ширины, снизу — полосой чёрного цвета, составляющей 1/7 ширины полотнища. По краям флага размещены белые полосы, соответствующие 2/7 ширины полотнища. Цвета флага соответствуют цветам герба города.

Автор герба и флага М. М. Елинская, художник А. В. Левчик.

## История

### В составе ВКЛ и Речи Посполитой

#### Владение Зеновичей (XV в. — 1628 г.)
Первое письменное упоминание Сморгони связано с именем Юрия Ивановича Зеновича (около 1450 — после 1516). В сборнике документов по истории Виленской епархии помещен следующий текст на польском и латинском языках:
Вильно, октябрь 1503.
Юрий Зенович, наследный владелец Сморгони, видя, что населению в окрестностях его имения недостает костёла, в котором они могли бы удовлетворять свои духовные потребности, выделил средства на строительство в Сморгони парафиального костёла под названием Успения Непорочной Девы Марии и Святого Николая…Сборник дипломатический кафедры и епархии Виленской
Внук Юрия Ивановича, Юрий Николаевич Зенович (около 1510—1583), сделал Сморгонь своей главной резиденцией. В годы реформации перешёл в кальвинизм, построил в Сморгони деревянный кальвинский собор. Согласно своему завещанию был похоронен в склепе при соборе. При его сыне Криштофе Зеновиче (около 1540—1614) в Сморгони в 1590 году была построена бумажная мельница, на которой производили бумагу с водяным знаком в виде герба Зеновичей — «Деспот». В 1609 году он принимал в Сморгони короля Польского и Великого князя Литовского Сигизмунда III, который шёл со своим войском в поход на Москву. В 1611 году завершил строительство каменного кальвинского сбора. Он же открыл при сморгонском храме школу и собрал большую библиотеку, которую завещал «…всегда держать в одном месте, в Сморгонях … при церкви». Сын Христофора, Николай Богуслав Зенович (?—1621), перешёл в католицизм. Погиб под Хотином во время войны между Речью Посполитой и Турцией. Его владения отошли к дочерям Анне Софье и Софье, которые передали сморгонский храм католикам. При Зеновичах Сморгонь была небольшим местечком, которое примыкало к господской резиденции — Сморгонскому двору. Также около 1590 года был открыт госпиталь. Здесь впервые начали изготовление баранок (сначала назывались «абваранкi», «смаргонкi»), наибольшее развитие этот промысел получил в 17—19 веках. В 1622 году в местечке насчитывалось 139, а в 1640 — 155 домовладельцев, 20% жителей занимались ремеслом, 4 шинка, работали бумажная, мукомольная и лесопильная водяные мельницы.

#### Владение Радзивиллов (1628—1805)
В 1628 году Анна Софья Зенович вышла замуж за Альбрехта Владислава Радзивилла (1589—1636) и Сморгонь почти на 170 лет перешла во владения этого рода. Радзивиллы, в отличие от прежних хозяев, своей резиденции здесь не имели и часто сдавали это своё владение в аренду.
В период правления Радзивиллов Сморгонь перенесла несколько вражеских нашествий. Особенно разрушительной была война 1654—1667 годов, когда население местечка уменьшилось вдвое по сравнению с 1622 годом. В июне 1655 года в Сморгони располагалась ставка царя Алексея Михайловича, во время его похода на Вильно. Во время Северной войны, с 11 февраля до 17 марта 1708 года, здесь разместил свою главную квартиру Карл XII и принимал в ней польского короля Станислава Лещинского и послов украинского гетмана Мазепы.
После смерти Кароля Станислава Радзивилла в 1790 году владельцем Сморгони стал его четырёхлетний племянник Доминик Гераним Радзивилл. В 1805 году опекунский совет над его имуществом продает Сморгонь за 65 тысяч злотых Богдану Огинскому.
К концу правления Радзивиллов Сморгонь продолжала оставаться небольшим местечком, застроенным деревянными домами, с двумя костёлами, церковью и синагогой. В 1788 году в нём насчитывалось 224 двора, 30 лавок, 22 амбара, 4 корчмы. Работали 3 водяные мельницы, кирпичный завод, 2 винокурни. При одной из корчм появилась первая кожевня. Два раза в неделю в Сморгони проводились торги, а три раза в год — большие ярмарки.

### В составе Российской империи
С 1795 года в составе Российской империи, в Ошмянском уезде Виленской губернии (со 2-й половины 19 в. центр волости).

#### Война 1812 года

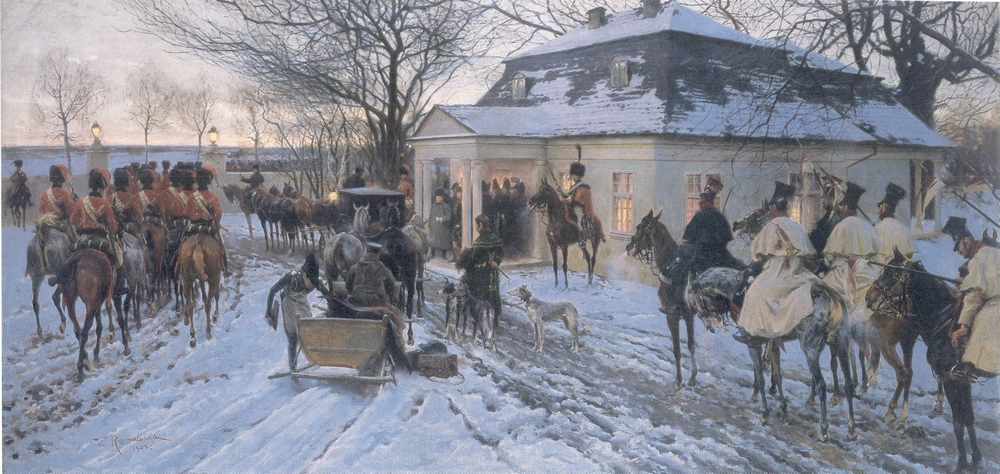
Картина «Наполеон в Сморгони», художник З. Розвадовский

Летом 1812 года в Сморгони квартировался 2-й кавалерийский корпус под командованием генерала Ф. К. Корфа, входивший в состав Первой армии. При приближении французов к местечку, он отошёл к Дрисскому лагерю. В районе Сморгони действовали также 3-й кавалерийский корпус П. П. Палена и 6-й пехотный корпус Д. И. Дохтурова. Здесь они переправлялись через Вилию, уничтожая мосты как в самом городе, так и в его окрестностях.
При отступлении французской армии в Сморгонь 5 декабря в полдень прибыл Наполеон. Вызвав к себе Армана де Коленкура, он продиктовал свой последний приказ по армии, в котором излагался план отъезда императора. Затем Наполеон провёл совещание со своими генералами, на котором он объявил о своём решении покинуть армию и отправиться в Париж. Командование армией было передано маршалу Мюрату. Около 10 часов вечера Наполеон в карете покинул Сморгонь.
Через день после отъезда Наполеона, 7 декабря к городу подошёл авангард армии Чичагова под командованием генерал-майора Чаплица. Французы, увидев казаков, бежали. В плен было взято около 3000 человек и захвачено 25 пушек. С 9 по 11 декабря в Сморгони размещалась ставка Кутузова, ожидая известий о взятии Вильно.

#### Владение Пшездецких (первая половина XIX века)
Незадолго до войны местечко перешло во владение графа Кароля Пшездецкого (1782—1832). В 1812 году его избрали маршалком Завилейского уезда. В войне 1812 года поддержал Наполеона, командовал 18-м Несвижским полком улан. В 1816 году вышел в отставку и жил в Сморгони, занимаясь хозяйством. Содержал стадо породистого скота, разводил племенных лошадей, построил манеж для их выездки, наладил производство экипажей, получивших название «берлинки». Во время восстания 1830—1831 годов графа избрали военным начальником Ошмянского повета. В Сморгони он сформировал конный и пеший повстанческие отряды, которые действовали в районе Ошмян, Вилейки и Свентян. После разгрома восстания Пшездецкий был интернирован в Пруссию. За участие в восстании на всё имущество графа Пшездецкого был наложен арест — Сморгонь стали сдавать в аренду. Некоторое время её арендовал брат прежнего хозяина — Константин Пшездецкий.
В середине 1830-х годов в местечке насчитывалось уже одиннадцать улиц, 335 дворов, 46 лавок и 43 амбара. Работали 3 винокурни, 2 кирпичных завода, пивоварня, несколько кожевенных мастерских. Действовали мукомольное, лесопильное предприятия. В Сморгони были церковь, костёл, синагога. Детей обучали в трёх школах. В 1843 году было открыто Сморгонское сельское училище на 58 учеников. В 1842 году Сморгонь стала государственным владением. В 19 — начале 20 века Сморгонь — центр кожевенной и швейной промышленности Беларуси. Развитию местечка способствовало строительство Либаво-Роменской железной дороги (1873). В 1897 году — 7,5 тыс. жителей, 1426 домов, около 650 ремесленников разных специальностей. В 1900 — 10,2 тыс. жителей, почта, 2 училища, 2 богодельни, 2 больницы, 2 церкви, костел, 2 синагоги, кожевенные, винокурные, махорочно-табачные, мыловаренный заводы, пивоварни, 75 лавок, еженедельные ярмарки.

#### Сморгонь во время Первой мировой и Гражданской войн

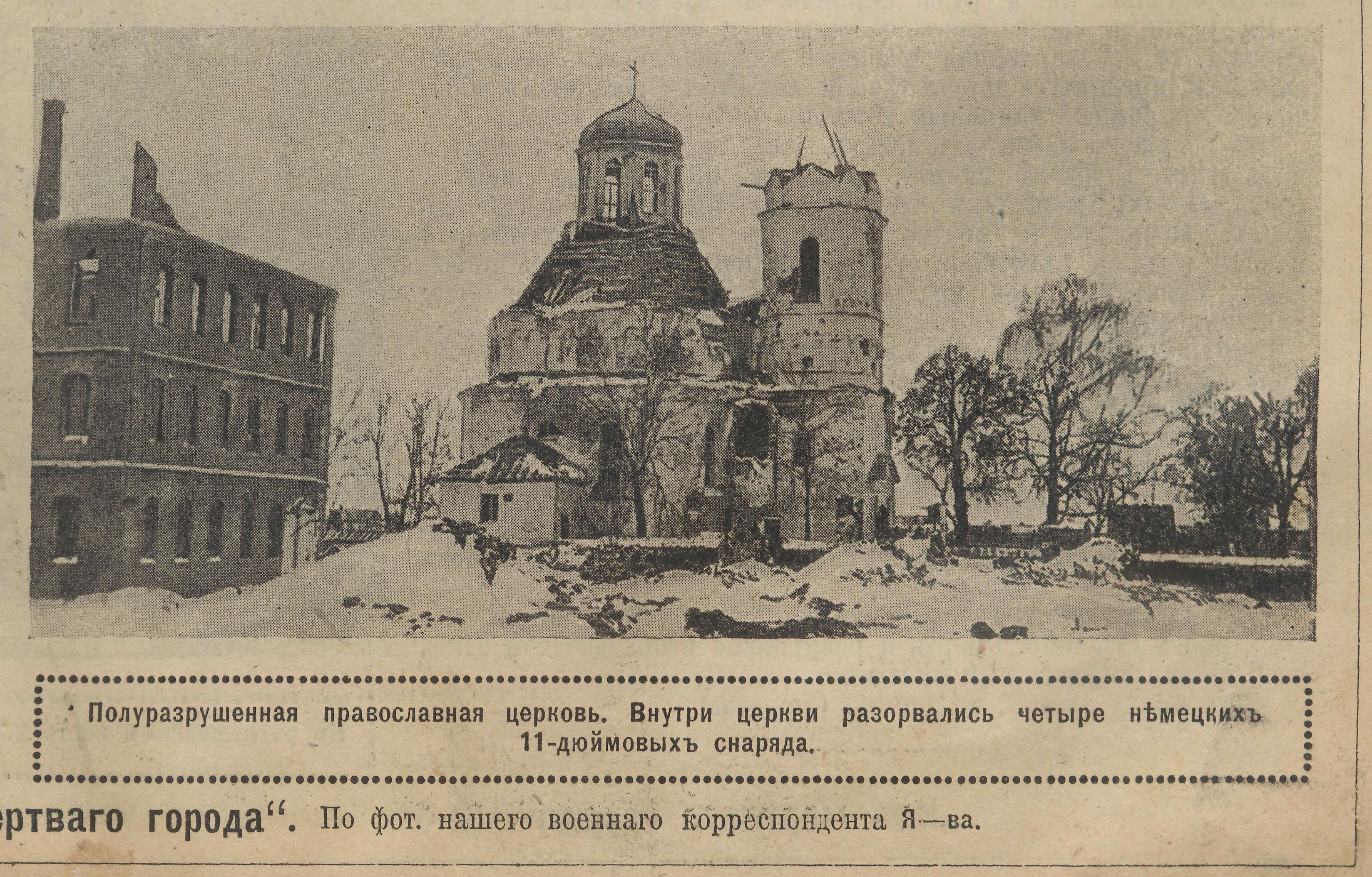
Церковь в Сморгони на линии фронта. 1916 год

С сентября 1915 по февраль 1918 года через Сморгонь проходила линия русско-германского фронта. В результате позиционных боев 16-тысячный город превратился в руины. После 810-дневной обороны он практически перестал существовать. Газеты того времени называли его «мёртвым городом».
В районе Сморгони германскими войсками была произведена газовая атака против русской Кавказской гренадерской дивизии в ночь с 1 на 2 августа 1916 года (19—20 июля по старому стилю). Был применён отравляющий газ фосген, погибли 286 человек и выведено из строя 3846 солдат и офицеров.

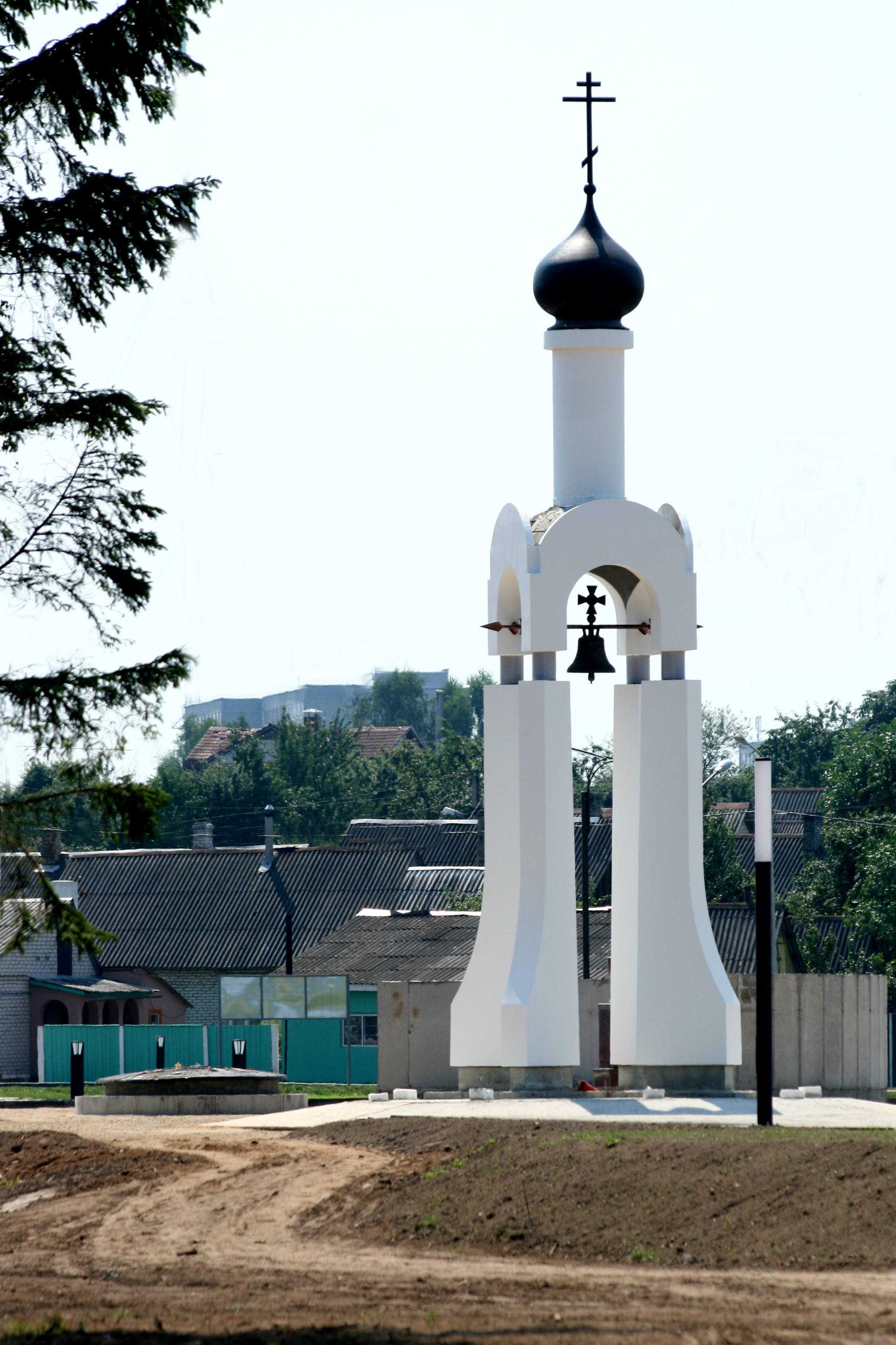
Часовня мемориала в память о Первой мировой войне в Сморгони

В ответ первая газобаллонная атака Русской армии была произведена также в районе Сморгони 5—6 сентября 1916 года. В память о боях под Сморгонью композитор Герман Блюме написал «Сморгонский марш». Сформированные в России в 1917 году Женские батальоны смерти принимали участие в боевых действиях лишь однажды — в июле 1917 года под деревней Крево, что под Сморгонью, «Первая женская военная команда смерти Марии Бочкарёвой» стойко отбивала атаки перешедших в контрнаступление германцев.
В боях под Сморгонью принимали участие: будущий Маршал Советского Союза и министр обороны СССР, пулемётчик 256-го Елисаветградского полка Родион Малиновский, вольноопределяющийся Валентин Катаев, будущий Маршал Советского Союза Борис Шапошников, командир 14-й роты 6-го Финляндского стрелкового полка поручик Владимир Триандафиллов (известный советский военный теоретик), прапорщик Генрих Эйхе (командовавший войсками Минского района в 1921—1922 годах), руководитель штаба 64-й пехотной дивизии в 1915 году полковник Михаил Дроздовский и капитан Александр Кутепов (в будущем известные генералы белого движения), Александра Толстая (дочь Льва Толстого), штабс-капитан 16-го Мингрельского гренадерского полка Михаил Зощенко (всемирно известный писатель-сатирик). Десятки тысяч солдат и офицеров отдали свою жизнь, обороняя Родину, сотни неизвестных и 847 поименно известных героев Сморгони стали в тех боях Георгиевскими кавалерами.
С событиями того времени можно ознакомиться в ряде книг военной и исторической тематики. К примеру: Владимир Лигута «Противостояние у Сморгони», Черкашин Н. «Гренадер печального образа» (о Михаиле Зощенко), эпизоды в книгах Валентина Катаева, Константина Паустовского и т. д. О том страшном времени снято несколько документальных фильмов отечественных и зарубежных режиссёров.

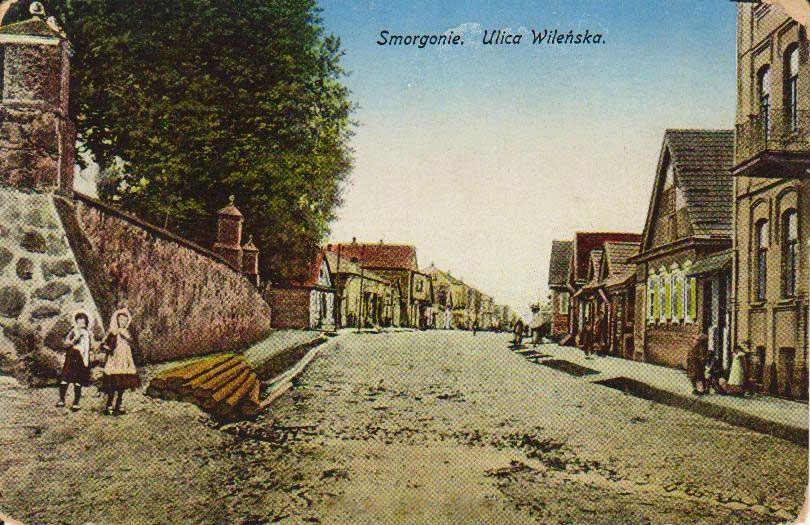
Центральная улица Виленская в Сморгони до начала Первой Мировой войны

Французский профессор-славист Жюль Легра (1866—1939), который прибыл в Российскую империю в феврале 1916 года по заданию отдела службы военной пропаганды при втором отделе генштаба Министерства обороны Франции, в своих мемуарах оставил описание Сморгони того времени: «Маленький городок Сморгонь разрушен: церкви в руинах; деревянные дома в огне, вплоть до земли. Первая линия русских траншей почти совпадает с северо-восточной границей города; они оборудованы прочными блиндажами, покрытыми крупным брусом, чередующиеся мешками с песком. Траншеи чистые и в них поддерживается образцовый порядок. За исключением часовых, в этот ранний час все спят. Враг бодрствует, можно не сомневаться, ибо он преследует нас своими пулями».
С марта по ноябрь 1918 года Сморгонщина была оккупирована немцами. После ухода кайзеровских войск в Сморгонь вошли легионы Пилсудского.
Летом 1920 года в Сморгонь вошли части бригады Яна Фабрициуса, который позднее получил второй Орден Красного Знамени «за отличие в прорыве обороны белополяков под Сморгонью 14 июля 1920 г.» Впоследствии его именем была названа одна из улиц города и средняя школа № 2. В 1921 году западные земли Беларуси и Украины по Рижскому договору отошли к Польше. Центр гмины Ошмянского повята Виленского воеводства.
После Первой мировой войны, Великой Октябрьской социалистической революции и Гражданской войны Сморгонь влачила жалкое существование. По данным переписи 1921 года, в городе проживало 154 человека.

### Вторая мировая война
В соответствии с секретным пактом Молотова — Риббентропа, территория Польской Республики подлежала разделу между Германией и СССР. Большая часть Виленщины вместе с городом Вильно должна была отойти к Литве.
1 сентября 1939 года началась Вторая мировая война. 17 сентября 1939 года части Красной армии перешли советско-польскую границу. Сморгонь была занята военнослужащими 27-й Омской дважды Краснознамённой стрелковой дивизии. Военный корреспондент Николай Васильевич Краснопольский (1898—1964) в книге на белорусском языке «Авеяная славай» поделился своими впечатлениями: «Поход этот был настоящим триумфальным шествием полков дивизии. Он шёл через Лепель, Докшицы, Кобыльник, Сморгонь… Население сёл, деревень поголовно выходило встречать бойцов с осенними цветами, женщины угощали молоком, яблоками, подносили на вышитых полотенцах хлеб-соль. В городах вспыхивали стихийные митинги».
С 25 июня 1941 по 5 июля 1944 года оккупирована немецкими фашистами, погубившими в городе и районе 3896 человек.

### Послевоенный период

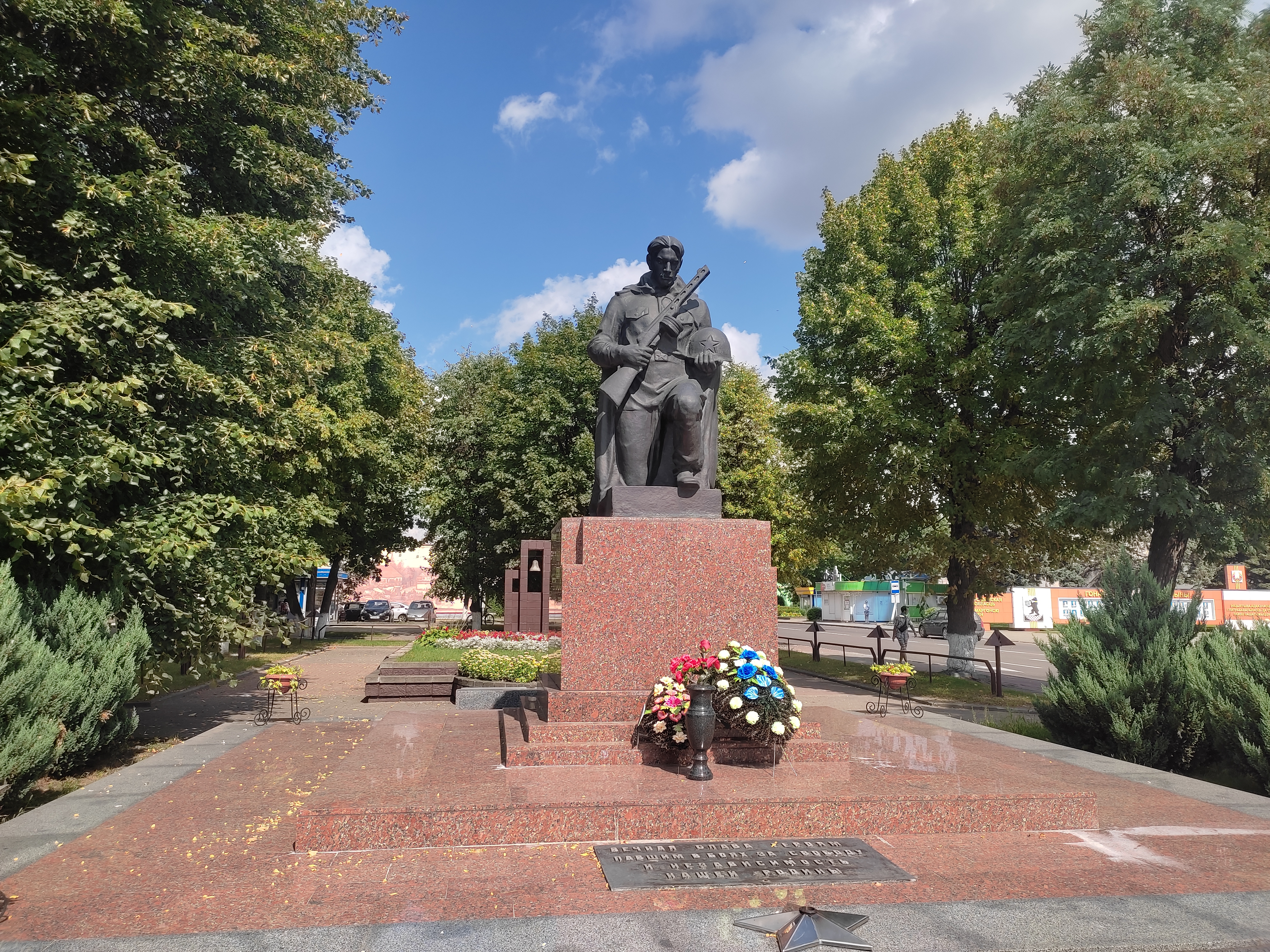
Расположенный в центре Сморгони памятник советским солдатам, погибшим во время Великой Отечественной войны,.

Немецкие оккупанты принесли городу и району тяжёлые потери — город был уничтожен больше, чем наполовину. Требовались быстрые усилия по восстановлению родной земли. 9 сентября 1944 года Сморгонщина вошла в состав Молодечненской области. Жизнь постепенно обновлялась. Были восстановлены и вошли в эксплуатацию лесозавод, райпромкомбинат, пекарня. Сморгонская больница была восстановлена на месте современного здания «Аптека здоровья». Сморгонская детская библиотека (переулок Школьный) была организована в 1950 году в доме торговца-оптовика Лейбмана. С 1953 года в городском парке начал работу кинотеатр. Предшественником современного завода «Сморгонские молочные продукты» можно считать маслозавод, который находился в здании старой синагоги (существовал с 1940-х годов до 1972 года рядом со зданием «Беларусбанка»). Огромное значение наделялось культурному обслуживанию населения. Уже в 1944 году начал действовать районный Дом культуры (сегодня — Молодёжный центр от Костёла Михаила Архангела). В 1947 году начала действовать районная больница.
Однако процессы восстановления колхозов и проведения коллективизации между однотипных хозяйств шли плавно. Большинство жителей не хотело объединяться в коллективные хозяйства. Поэтому в 1944 году был организован колхоз «Чырвоны партызан» имени В. И. Ленина. Сегодня это хозяйство «Шутовичи-агро».
До начала 1950-х годов восстановительные процессы на Сморгонщине практически завершились, раны, нанесённые войной, были залечены, а развитие экономики и культуры приобретало всё больше постепенный и планомерный характер.
20 января 1960 года Сморгонь и Сморгонский район вошли в состав Гродненской области.
В 1960 году в районном центре разместился 428-й гвардейский Краснознамённый Звенигородский ракетный полк. Было сформировано три дивизиона, расположившихся на западе города. В двух из них было по четыре наземные пусковые установки с баллистическими ракетами средней дальности. Третий дивизион представлял собой пусковой комплекс «Чусовая» с тремя ракетными установками. В 1962 году ракетчики участвовали в Карибском кризисе (операция «Анадырь»), который чуть не привел к ядерной войне с США. После распада СССР, в 1992 году, ракетный полк был выведен из города и передислоцирован в Новосибирск.
В 1972–1976 гг. введён в строй завод оптического станкостроения (СЗОС), комбикормовый завод и льнозавод. 4 апреля 1983 года Постановлением ЦК КПСС и Совета министров СССР в Сморгони началось строительство филиала Минского тракторного завода — Сморгонского агрегатного завода. В 1985 году Сморгонь была выделена в особую административную единицу — населённый пункт из районного центра превратился в город областного подчинения, поскольку в соответствии с планами, к 2000 году население Сморгони должно было превысить отметку в 100 тысяч человек. Однако социально-экономический кризис и последовавший за этим распад Советского Союза не позволил осуществиться этим планам.
24 марта 1986 года стал городом областного подчинения.

### Республика Беларусь

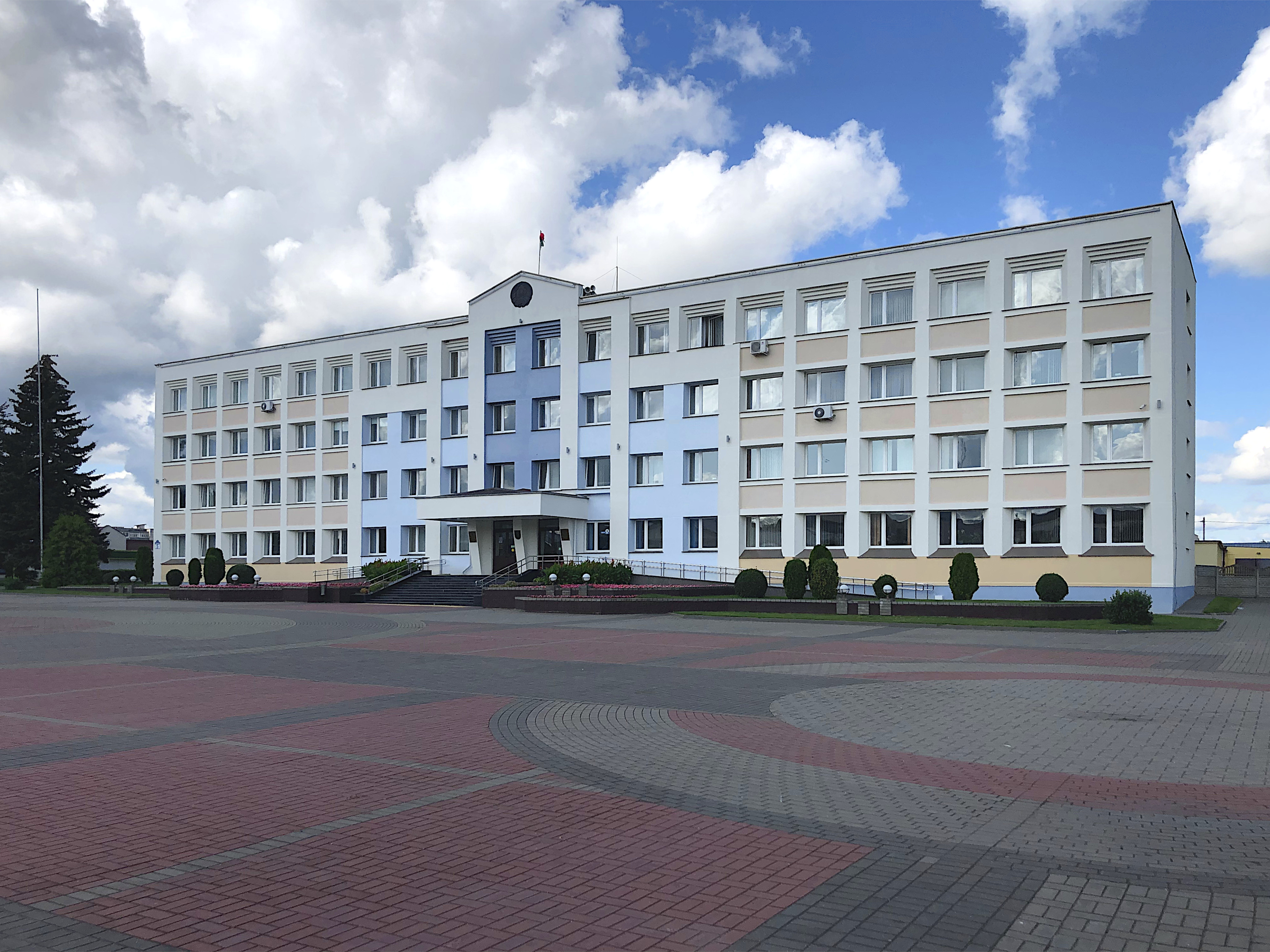
Здание Сморгонского райисполкома

5 ноября 1996 года одноимённые административные единицы Сморгонский район и город Сморгонь, имеющие общий административный центр, объединены в одну административную единицу – Сморгонский район с административным центром город Сморгонь. В связи с объединением данных одноимённых административных единиц упразднён Сморгонский городской Совет депутатов, Сморгонский городской исполнительный комитет и их органы.
В 2003 году широко праздновалось 500-летие города. В 2004–2014 гг. район возглавлял Мечислав Брониславович Гой.
6 сентября 2009 года (первое воскресенье сентября) Сморгонь стала местом проведения XVI Дня белорусской письменности, в ходе которого в городском парке был открыт памятник белорусскому поэту, одному из основоположников новой белорусской литературы Франтишку Богушевичу (скульптор — Лев Гумилевский).
19 сентября 2013 года часть деревни Шематово и деревни Корени включены в состав города Сморгонь.
В декабре 2014 года председателем Сморгонского райисполкома был назначен Геннадий Васильевич Хоружик.
16 сентября 2017 года в Сморгони прошёл первый региональный фестиваль-ярмарка «Смаргонскія абаранкі», который собрал не только жителей города, но и гостей из России, Польши, Литвы, Латвии, представителей министерств Республики Беларусь и Гродненского областного исполнительного комитета. Второй подобный фестиваль состоялся 25 мая 2019 года, в мероприятии приняло участие около 15 тысяч человек. Параллельно с фестивалем в городе проходил международный экономический форум «Новые возможности и перспективы сотрудничества».
23 ноября 2019 года в Сморгони состоялся областной фестиваль тружеников села «Дожинки», которому предшествовало глобальное преображение города.
17 июня 2023 года в городе прошёл III региональный фестиваль-ярмарка «Смаргонскія абаранкі», который был приурочен к 520-летию первого упоминания Сморгони в письменных источниках.

## Демография
Численность населения — 35 072 человек (на 1 января 2025 года).
Население города Сморгонь на 1 января 2024 года составляет 35 422 человека (в 2018 году — 37 527 человек).
| Национальный состав по переписи 2009 года | Национальный состав по переписи 2009 года | Национальный состав по переписи 2009 года | Национальный состав по переписи 2009 года | Национальный состав по переписи 2009 года | Национальный состав по переписи 2009 года | Национальный состав по переписи 2009 года | Национальный состав по переписи 2009 года | Национальный состав по переписи 2009 года | Национальный состав по переписи 2009 года | Национальный состав по переписи 2009 года |
| Всего (2009)                              | белорусы                                  | белорусы                                  | русские                                   | русские                                   | поляки                                    | поляки                                    | украинцы                                  | украинцы                                  | татары                                    | татары                                    |
| ----------------------------------------- | ----------------------------------------- | ----------------------------------------- | ----------------------------------------- | ----------------------------------------- | ----------------------------------------- | ----------------------------------------- | ----------------------------------------- | ----------------------------------------- | ----------------------------------------- | ----------------------------------------- |
| 36 283                                    | 30 666                                    | 84,52 %                                   | 2966                                      | 8,17 %                                    | 629                                       | 1,73 %                                    | 607                                       | 1,67 %                                    | 65                                        | 0,18 %                                    |
| 36 283                                    | литовцы                                   | литовцы                                   | армяне                                    | армяне                                    | немцы                                     | немцы                                     | азербайджанцы                             | азербайджанцы                             | лезгины                                   | лезгины                                   |
| 36 283                                    | 64                                        | 0,18 %                                    | 52                                        | 0,14 %                                    | 15                                        | 0,04 %                                    | 14                                        | 0,04 %                                    | 9                                         | 0,02 %                                    |

### Микрорайоны
В городе 8 микрорайонов: Вилейский, Восточный, Железнодорожный, Западный, Молодёжный, Светлянский, Корени (Северный), Центральный. Самый крупный из них — Вилейский.

## Еврейское сообщество

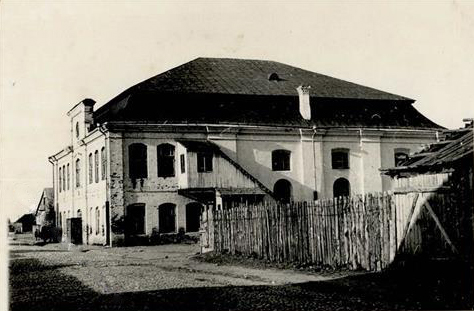
Smarhonskaja synagoga. Смаргонская сынагога (1938)

В XVII веке представители еврейского народа поселились в Сморгони. По переписи 1897 года в городе проживало 8908 человек, из них 6743 еврея (76 % популяции местечка). Во время Первой мировой войны многие евреи были сосланы или выехали в Россию. После войны в разрушенную Сморгонь стали возвращаться местные жители и приезжать новые люди, в том числе и евреи. В 20 – 30-х годах XX века численность евреев составляла уже около 40% городского населения.

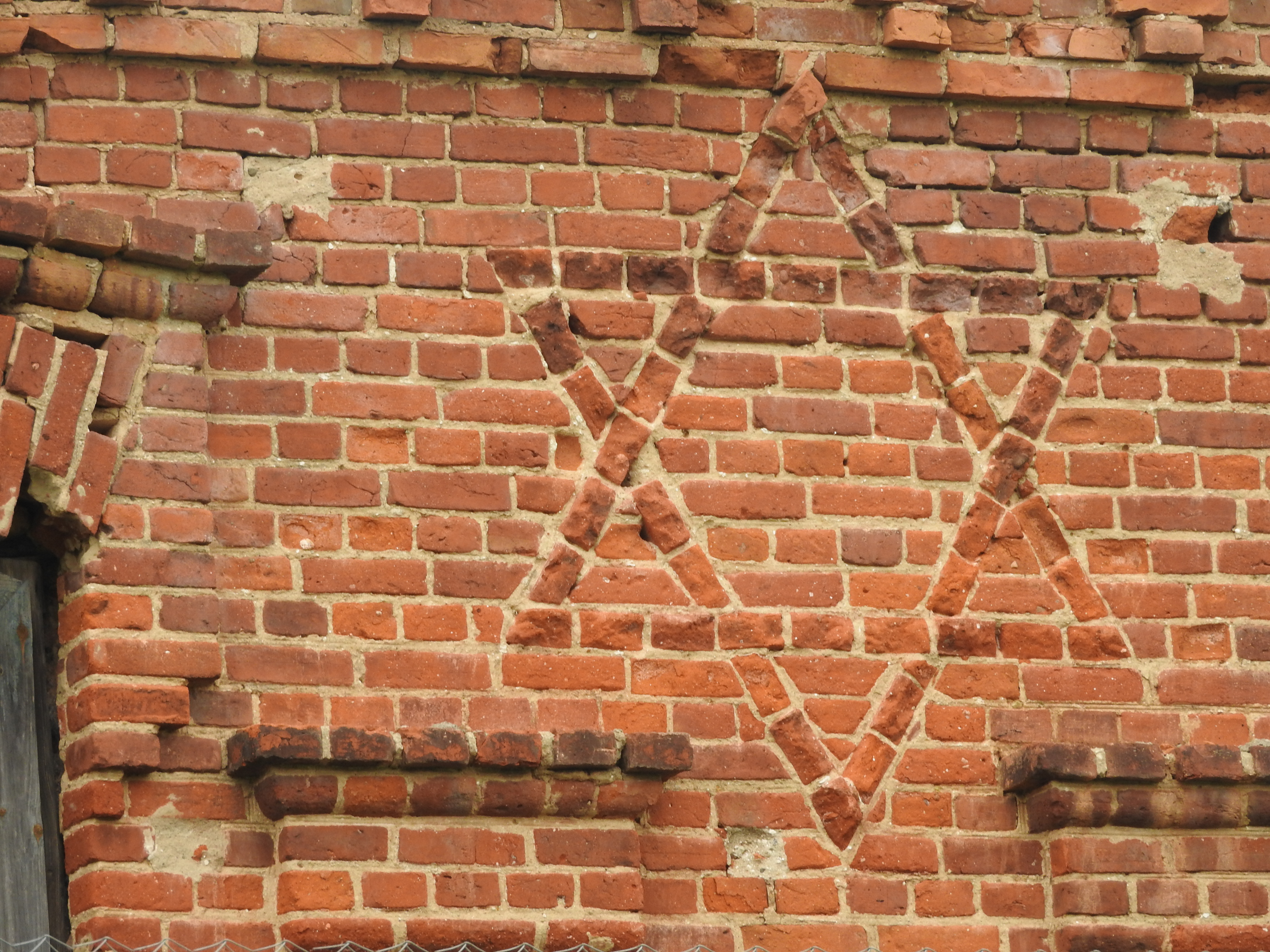
Звезда Давида на здании бывшей синагоги в Крево (Сморгонский район)

В 1942 году большинство еврейского населения было вывезено из гетто и уничтожено. Но мест массовых уничтожений евреев в самом городе нет. Для принятия карательных мер их переправляли в другие гетто и концлагеря. Кровавым днем для евреев стало 22 октября 1941 года. На опушке леса за деревней Зеленка Ошмянского района было расстреляно более 500 сморгонцев еврейской национальности. 
Еврейское же кладбище города было разрушено спустя около 30 лет в связи с ростом города.

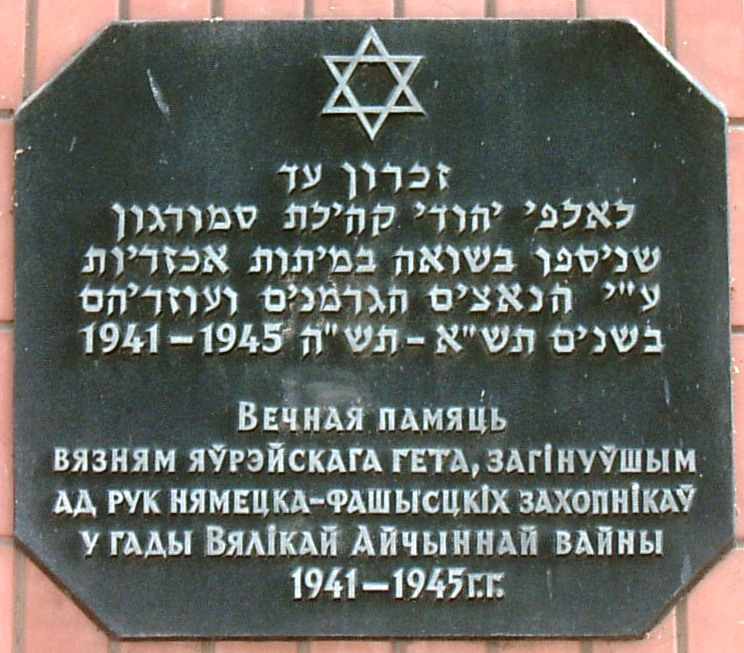
Мемориальная доска в память евреев - узников Сморгонского гетто

В Сморгони родился один из величайших поэтов языка идиш — Абрам Суцкевер. Воспоминания о еврейской Сморгони были сложены в книгу памяти местечка.

## Экономика

### Промышленность

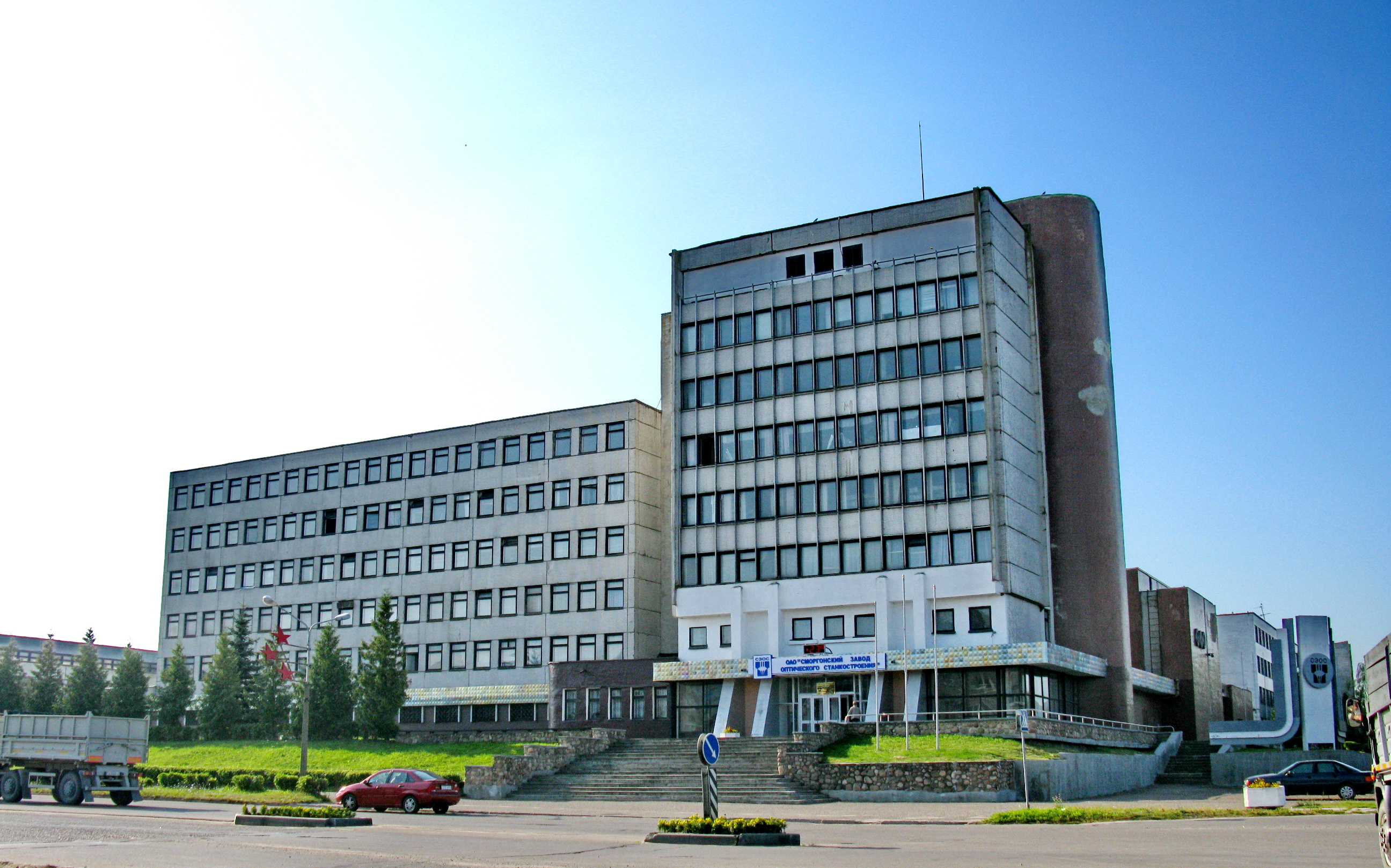
Сморгонский завод оптического станкостроения

В середине 1970-х годов в Сморгони положено начало строительству Сморгонского завода оптического станкостроения (ОАО «СЗОС»), который в перспективе должен был стать гигантом советского станкостроения, но распад Советского Союза не дал осуществиться этим планам. Теперь СЗОС, некогда крупнейший завод Беларуси (имевший также важное военное стратегическое значение), работает только на 30 % своей мощности.
В 2009 году статус предприятия изменён с «Республиканского унитарного предприятия» на «Открытое акционерное общество». 100 % акций принадлежит государству.

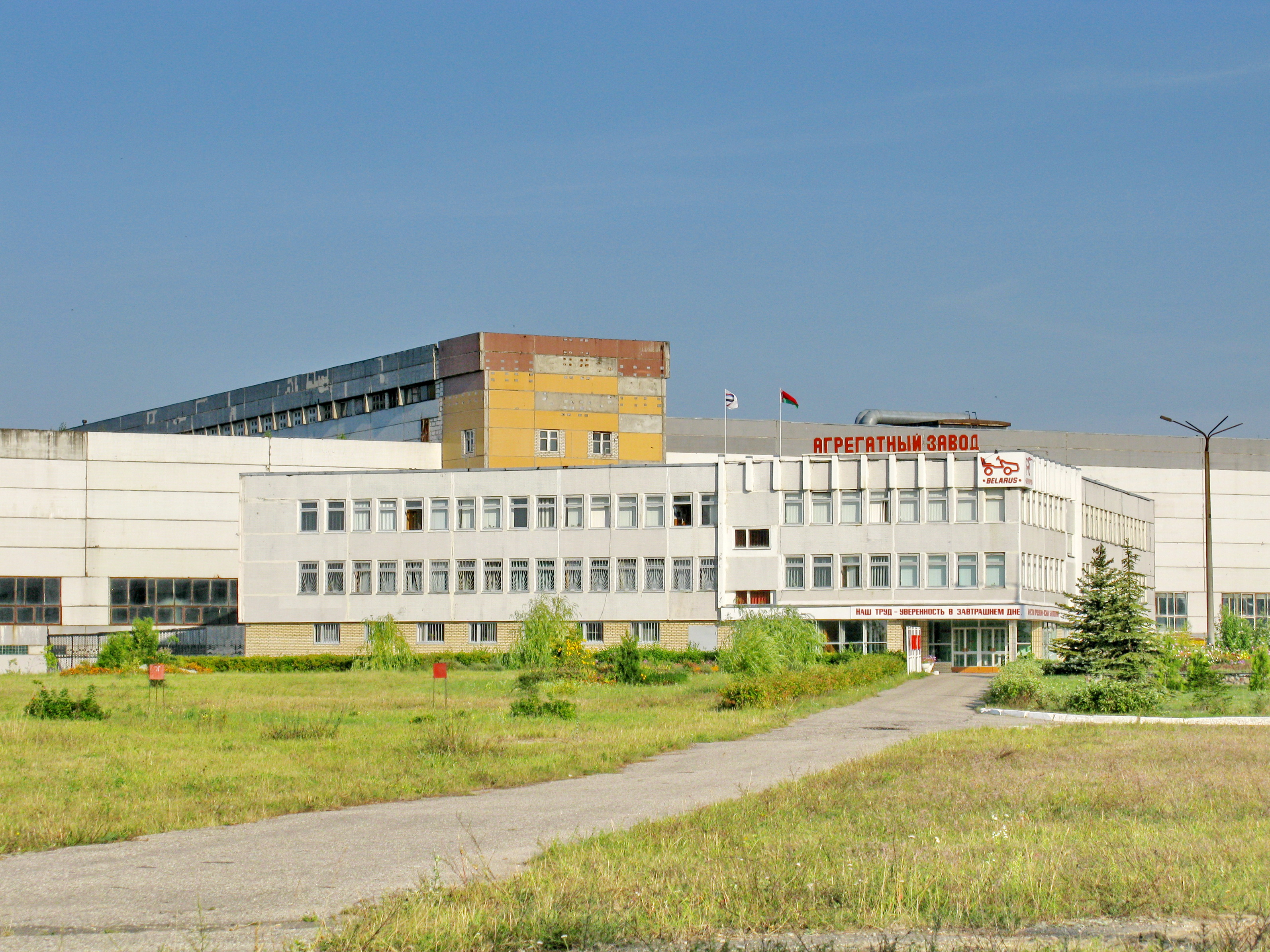
Сморгонский агрегатный завод

Сморгонский агрегатный завод (РУП «САЗ») — основан 27 июня 1986 года приказом Министра тракторного и сельскохозяйственного машиностроения. Входит в состав производственного объединения «Минский тракторный завод» Министерства промышленности Республики Беларусь.
Изначально завод предназначался для выпуска сложных узлов и агрегатов марки «Беларусь», а именно: коробок переменных передач с переключением на ходу, передних ведущих и неведущих мостов, корпусов гидроагрегатов в сборе, автоматных деталей и нормалей, деталей горячей и холодной высадки, с достижением их выпуска до 120 тыс. комплектов в год. Однако, из-за отсутствия источников финансирования в 1993 году были прекращены строительно-монтажные работы. На агрегатном заводе введено в эксплуатацию 96,9 тыс. м² площадей, что составило 33 % от проекта.
Кроме производства запчастей и навесных аксессуаров для тракторов «Беларус», на предприятии организована сборка минитехники для приусадебного сельского хозяйства.

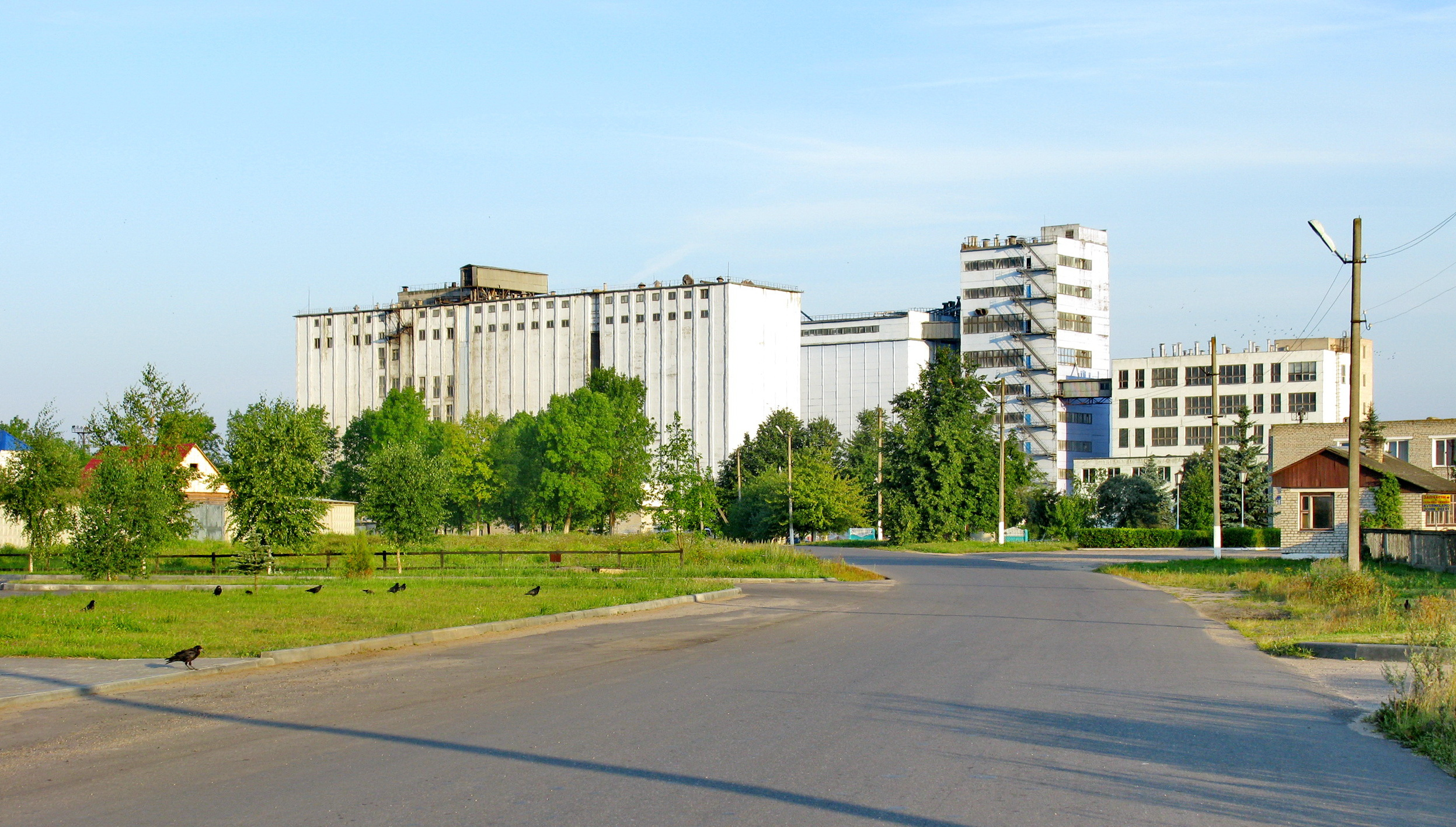
Сморгонский комбикормовый завод

Филиал №7 "Сморгоньсиликатобетон" ОАО "Красносельскстройматериалы" — Берёт начало с 15 ноября 1962 года, когда выпускался кирпич для строительной отрасли республики. Затем основались новые производственные мощности и расширился ассортимент выпускаемой продукции.
1987—1993 годы — 100 % освоение производственных мощностей по выпуску мелких блоков, силикатного кирпича и железобетона.
1994—1996 годы — спад производства (по всем видам продукции).
1997 год — расширение ассортимента мелкоштучных изделий. По заказу потребителей начат выпуск двенадцати типоразмеров блоков, обеспечен выпуск перегородки из ячеистого бетона. Выпуск мелких блоков толщиной 400 мм, при плотности Д 500 позволил решить вопрос строительства многоэтажных домов с применением мелкоштучных изделий из ячеистого бетона. Результат проведённой работы — увеличение объектов производства, основание производственной мощности в 1997 г. составило 86,2 %. [2]
ОАО «Сморгоньсиликатобетон» создано приказом Министерства по управлению государственным имуществом и приватизации Республики Беларусь от 15.12.1999 № 230 путём преобразования арендного предприятия «Сморгоньсиликатобетон» в соответствии с законодательством об акционерных обществах.
В 2013 году ОАО «Сморгоньсиликатобетон» преобразовано в Филиал № 7 «Сморгоньсиликатобетон» ОАО «Красносельскстройматериалы».

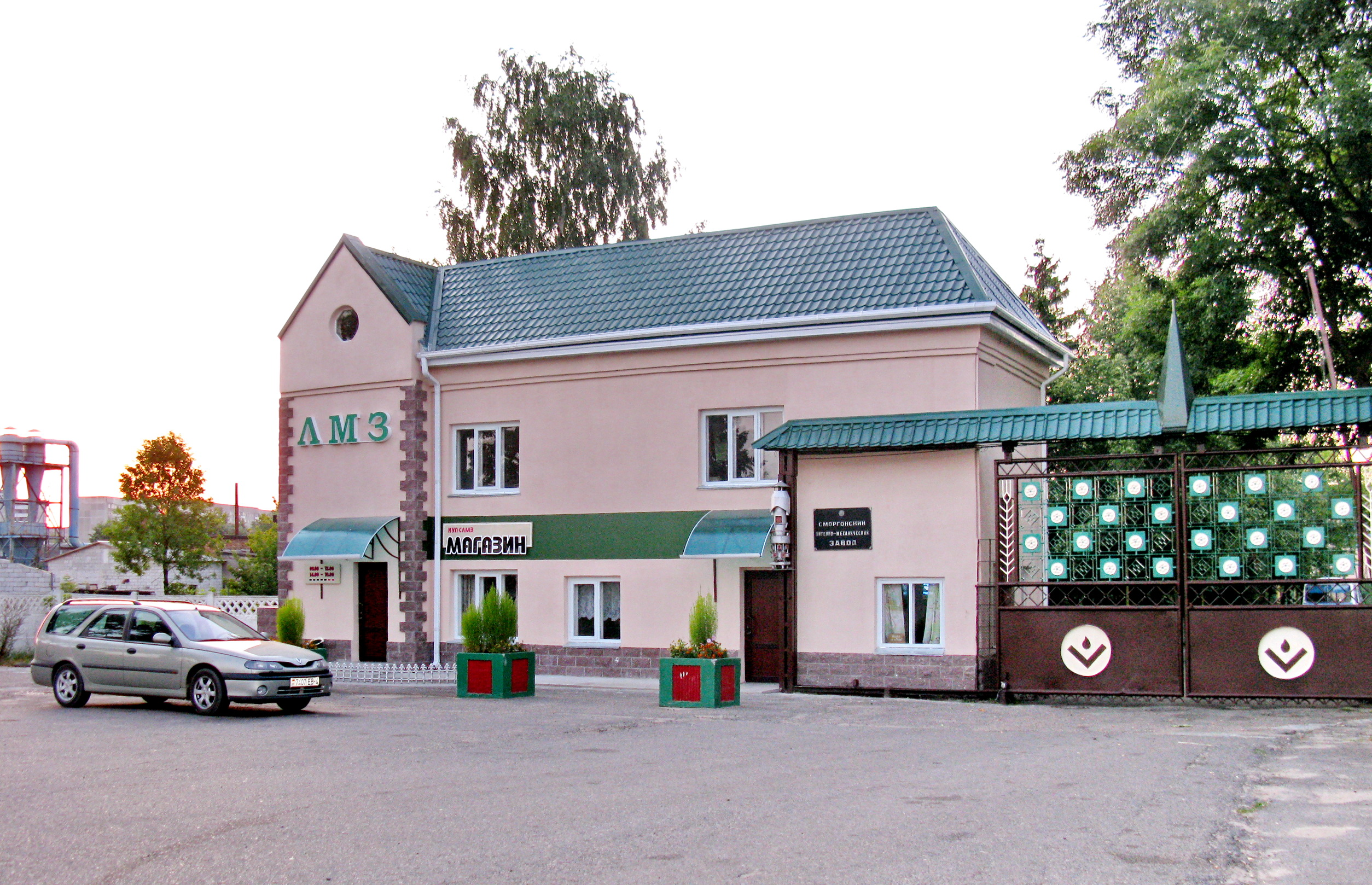
Сморгонский литейно-механический завод

Группа компаний «Белпромсервис» частной формы собственности. Основное направление деятельности группы производство широкого спектра изделий из коррозионностойкой нержавеющей стали: наплитной посуды.

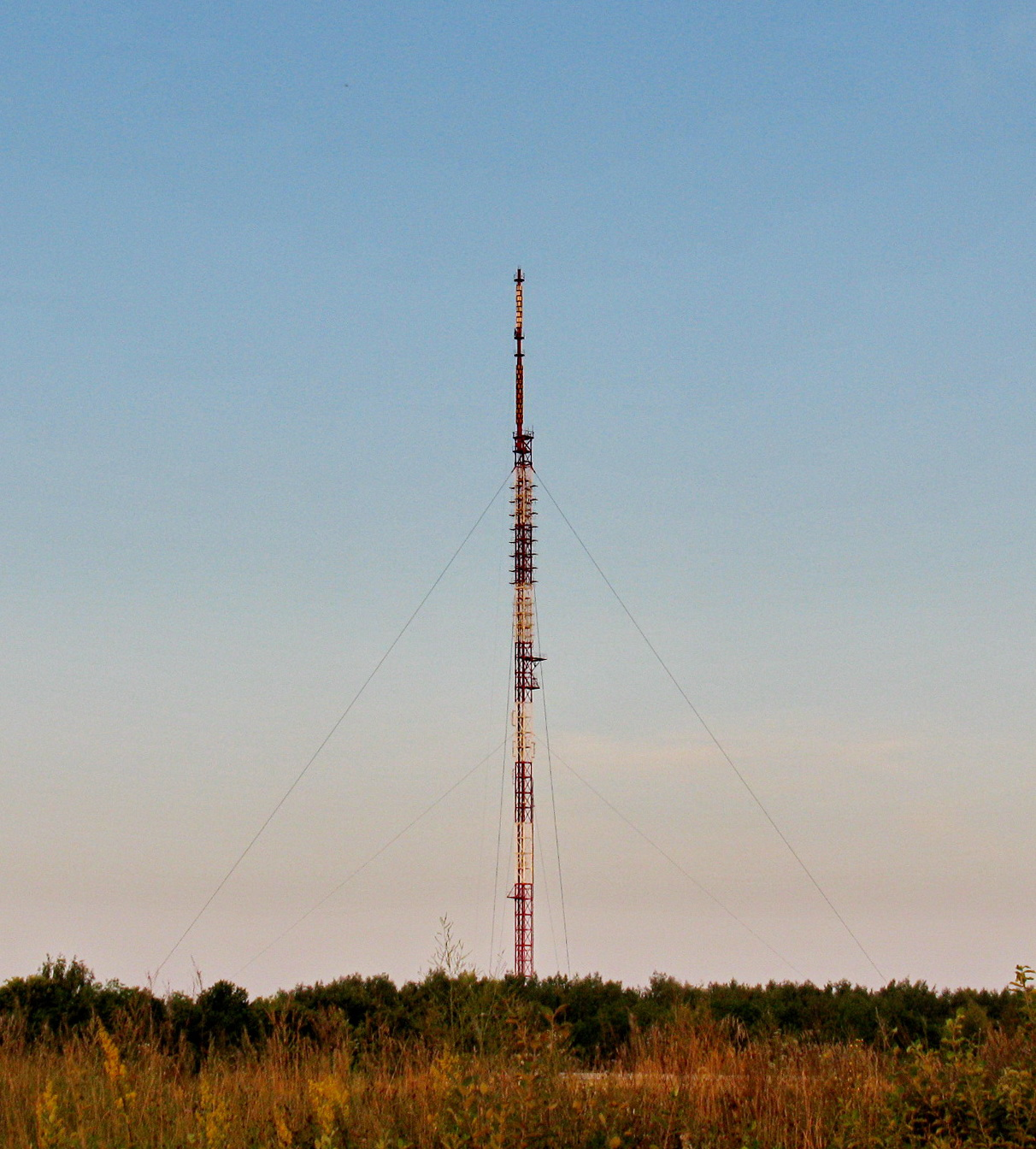
Сморгонь. Телевышка

С 2011 г. в городе действует региональный центр поддержки предпринимательства ООО «БизнесОриентир», осуществляющий деятельность в области оказания бухгалтерских услуг предприятиям малого бизнеса и индивидуальным предпринимателям Сморгонского, Ошмянского и Островецкого районов Гродненской области. В штате предприятия высококвалифицированные специалисты (бухгалтера, юрист, бизнес-тренер), которые помогают начинающим предпринимателям начать своё дело, консультируют по вопросам ВЭД, бухучета, налогообложения, другой отчетности, осуществляют переводы с иностранных языков и т. д.

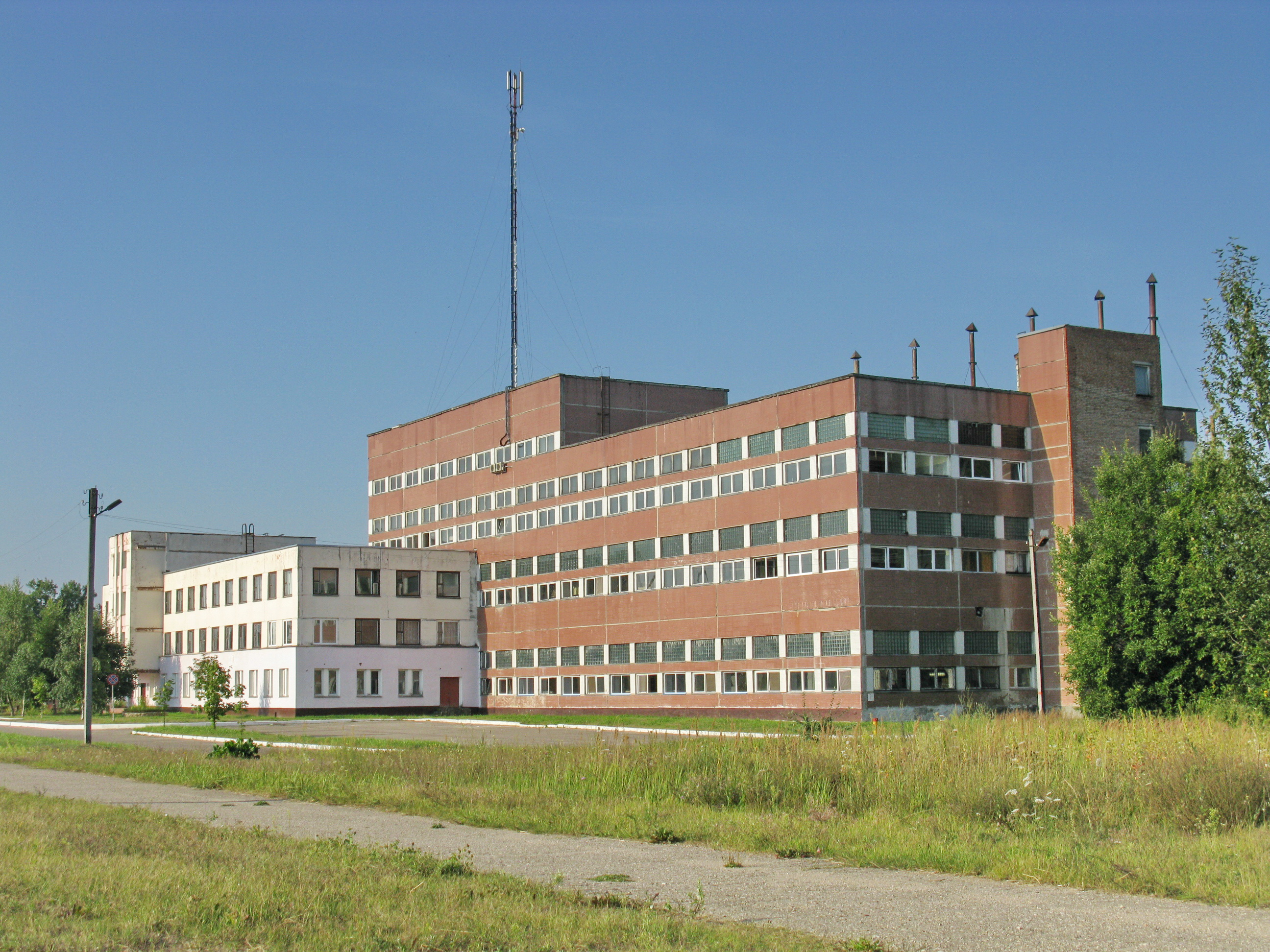
Сморгонский хлебозавод

Также в Сморгони работают такие крупные предприятия, как «Сморгонские молочные продукты», «Сморгонский хлебный завод», частное предприятие «ХаЛес» и др.
В 2012 году австрийская компания Kronospan начала строительство крупного деревоперерабатывающего завода на территории производственной площадки Сморгонского агрегатного завода (РУП «САЗ»). В январе 2013 года предприятие начало выпуск первой продукции — ДСП / ламинированного ДСП. Большая часть продукции предприятия поставляется на экспорт, в основном в Российскую Федерацию.
ООО «Белагротерминал» Группа компаний «Содружество» — производственно-агрологистический терминал, в 2014 году запущены первая и вторая очередь. В 2018 году ООО «Белагротерминал» завершило строительство масло-экстракционного завода.

### Транспорт

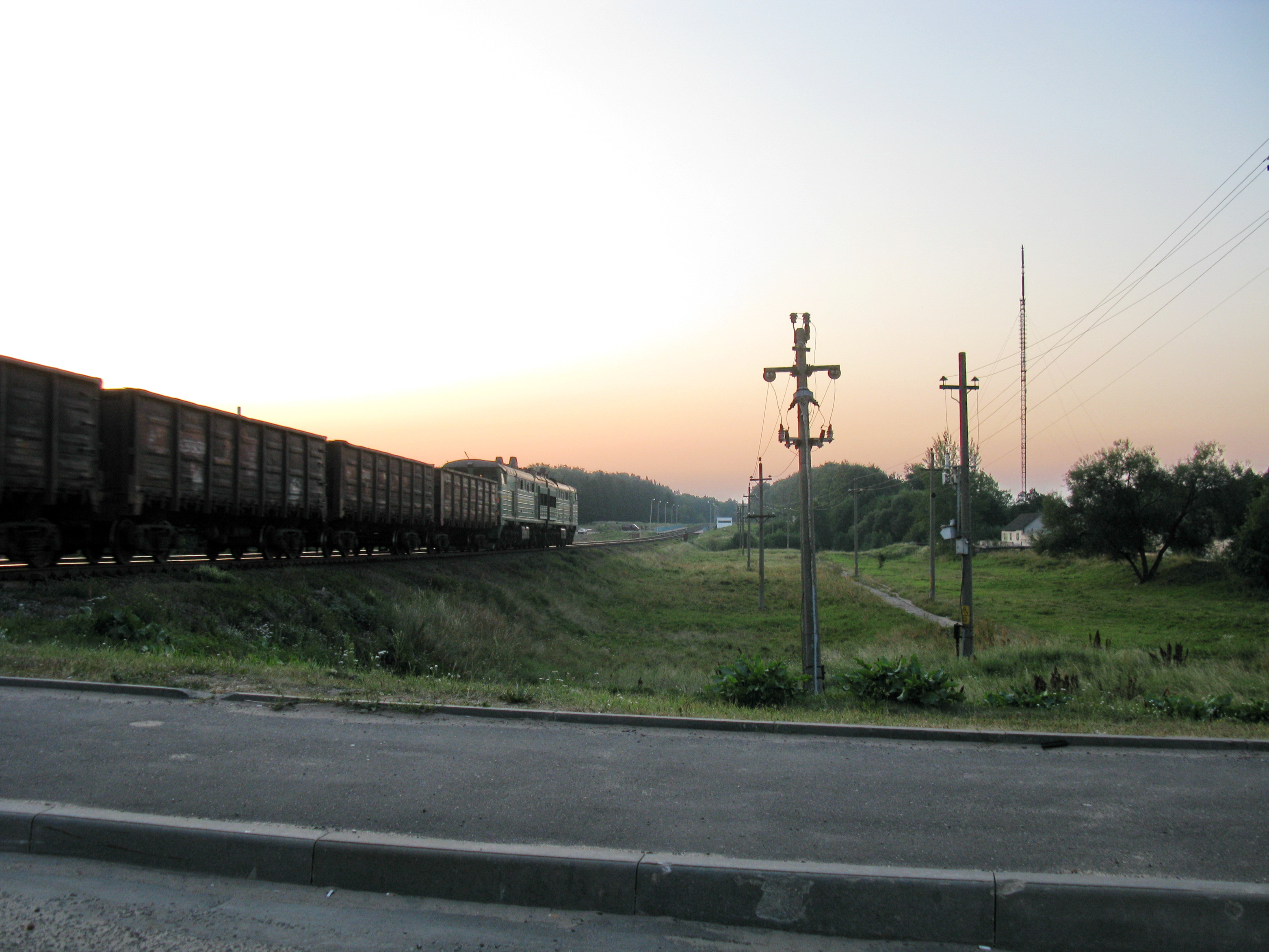
Товарный состав следует в направлении Минска

Через город проходит железная дорога Минск — Вильнюс (участок Молодечно — Гудогай), в пределах города расположены остановочный пункт «Молодёжный» и станция «Сморгонь».
В Сморгони пересекаются республиканские автомобильные дороги:
- Р63 Борисов — Вилейка — Ошмяны
- Р95 Лынтупы — Свирь — Сморгонь — Крево — Гольшаны
- Р106 Молодечно — Сморгонь; подъезд к городу Сморгонь

Перевозки народнохозяйственных грузов и пассажиров осуществляет Филиал «Автомобильный парк № 17» ОАО «Гроднооблавтотранс»
От автовокзала города Сморгонь отправляются автобусные рейсы по 33 пригородным и 7 междугородним маршрутам (Гродно, Свирь, Комарово, Молодечно, Минск, Барановичи), проходит маршрут Поставы — Гродно.
В самом городе работают 12 маршрутов пассажирских автобусов: 9 — в регулярном сообщении, 3 — в экспрессном.
Вопросы дорожного строительства и обслуживание дорог осуществляет «ДРСУ-134» КПРСУП «Гроднооблдорстрой», на обслуживании которого находится 545,3 км дорог, в том числе 225,4 км с асфальтобетонным покрытием (по данным на 2000 год).

## Образование
По состоянию на 1 сентября 2008 года в городе действовали следующие учреждения образования:
- 8 учреждений дошкольного образования (в том числе детские санаторные ясли-сад и дошкольный центр развития ребёнка), учебно-педагогический комплекс детский сад — начальная общеобразовательная школа;
- 7 общеобразовательных средних школ (в том числе с углубленным изучением иностранных языков, музыкальным и физкультурно-оздоровительным уклоном), гимназия, школа-интернат для детей-сирот и детей оставшихся без попечения родителей, общеобразовательная вечерняя средняя школа, межшкольный учебно-производственный комбинат;
- Социально-педагогический центр и центр коррекционно-развивающего обучения и реабилитации;
- Сморгонский государственный колледж (ранее-Сморгонское государственное профессионально-техническое училище приборостроения № 128) (обучение по специальностям: каменщик, штукатур, слесарь механосборочных работ, слесарь-ремонтник, продавец продовольственных товаров, оператор станков с программным управлением).

## Здравоохранение
В 1939—1941 годах на территории нынешнего Сморгонского района функционировали районная больница на 50 коек, амбулатория, пять сельских врачебных участков, 12 фельдшерско-акушерских пунктов, где работали пять врачей и 32 человека среднего медицинского персонала. В Сморгони был образован отдел охраны здоровья, который возглавила Севастьянова Людмила Васильевна.
В 1948 году в штате ЦРБ работали 88 человек, медицинская помощь оказывалась по 10 специальностям. Через год открылось инфекционное отделение. Вскоре больница приобрела рентгенаппарат, обустраивается рентгенкабинет.
С середины 1970-х годов город начал стремительно развиваться, и вместе с ним ширилась сеть объектов здравоохранения: в 1976 году открылась новая стоматологическая поликлиника, в 1984 году принял первых пациентов современный корпус больницы, в который перешли хирургическое, терапевтическое отделения, а также расположилось кардиологическое, а с 1989 года реанимационное отделения. В 1990 году был построен и сдан в эксплуатацию новый корпус, в котором разместились детское, неврологическое отделения и отделение скорой медицинской помощи.

## Спорт

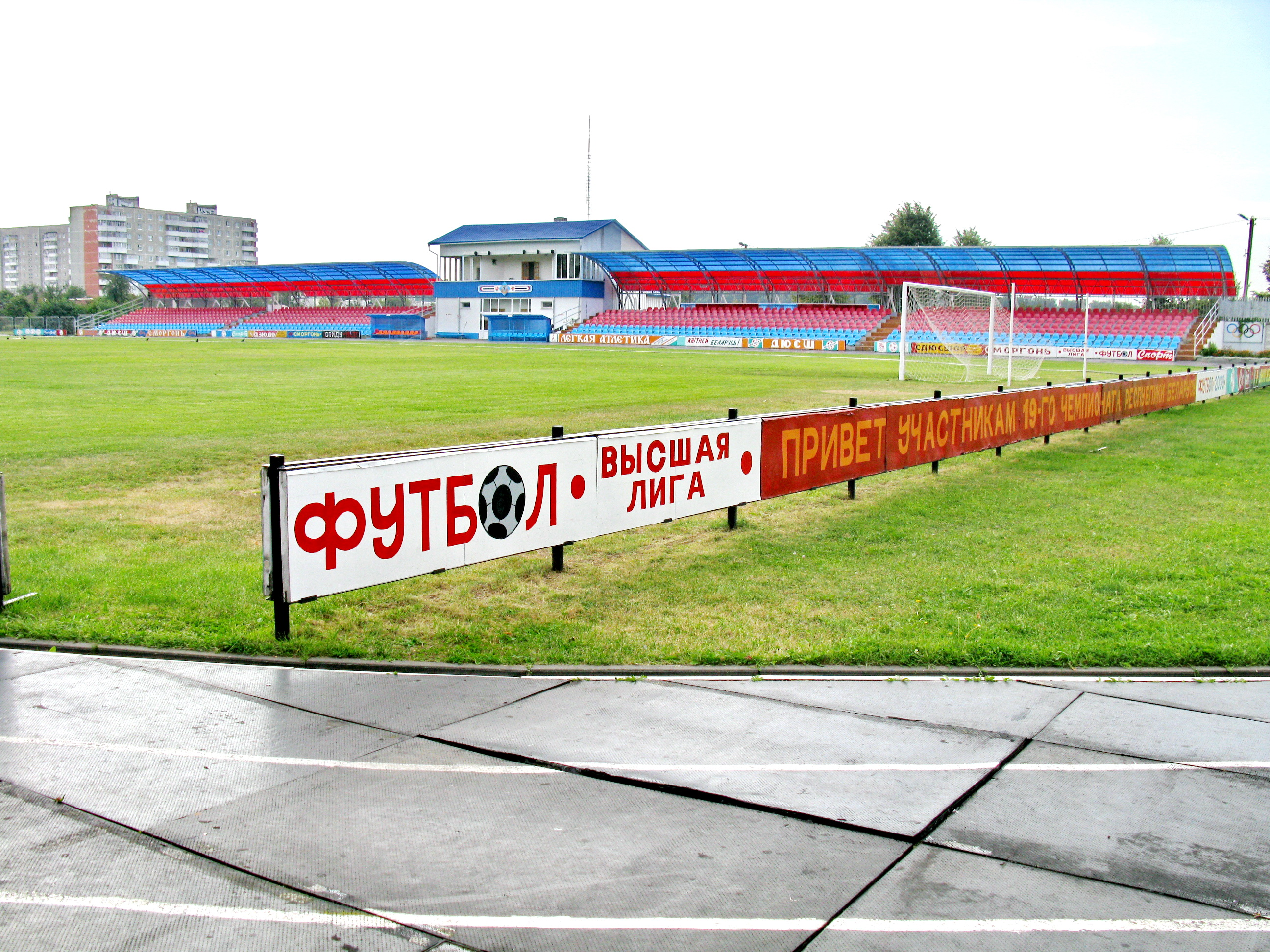
Стадион «Юность»

В 1981 году был построен физкультурно-оздоровительный комплекс «Юность», который стал основной спортивной базой в районе, располагая игровым залом (42×18 м) и плавательным бассейном. Бассейн включает в себя большую ванну (440 м³) и малую ванну — 48 м³. В 2011 году планировалась его реконструкция и полная трансформация в аквапарк, однако фактически он был введён в эксплуатацию 1 сентября 2020 года. Также в здании бассейна есть зал тяжёлой атлетики, два зала борьбы, зал для игры в настольный теннис и бильярд, тренажёрный зал.
Стадион ФОК «Юность» (2200 зрительских мест) лицензирован для проведения международных матчей. Здесь провели несколько матчей молодёжная и юношеская сборные Беларуси по футболу, регулярно проводит матчи чемпионата Республики Беларусь по футболу в высшей лиге футбольный клуб «Сморгонь».
В городе работают 3 детско-юношеские спортивные школы, в которых занимается 1195 человек (01.09.2008), из них 10 человек являются членами Национальных команд Республики Беларусь по различным видам спорта.
«Сморгонская специализированная детско-юношеская школа Олимпийского резерва» (СДЮШОР-1) была открыта в 1961 году, в 2001 году школе присвоен нынешний олимпийский статус[какой?]. Учебно-тренировочные занятия проводятся на базе ФОК «Юность». Культивируется 3 вида спорта: баскетбол, дзюдо, тяжёлая атлетика.
«Сморгонская детско-юношеская спортивная школа по футболу» (ДЮСШ-2) — создана в 1999 году на базе футбольной секции ДЮСШ-1. Спортивная база: футбольное поле 102×66 м, две мини-футбольные площадки 48×30 м, игровой зал ФОК «Юность».
«Сморгонская районная детско-юношеская спортивная школа профсоюзов» (ДЮСШ-3) — организована в 2005 году на базе легкоатлетической секции СДЮШОР-1. 651 учащийся обучается в 18 учебно-тренировочных группах и в 37 группах начальной подготовки по легкой атлетике.

## Культура
В Сморгони действует историко-краеведческий музей с численностью музейных предметов основного фонда 10,8 тыс. единиц. В 2016 году музей посетили 11,3 тыс. человек (по этому показателю музей занимает 10-е место в Гродненской области).

## События и мероприятия
- 16 сентября 2017 года прошёл I региональный фестиваль-ярмарка «Смаргонскія абаранкі»
- В 2003, 2009, 2017 гг. проходил фестиваль "Адна зямля"
- 6 сентября 2009 года прошёл XVI День белорусской письменности
- 25 мая 2019 года прошёл II региональный фестиваль-ярмарка «Смаргонскія абаранкі»
- В 2019 году прошёл международный экономический форум «Новые возможности и перспективы сотрудничества»
- В 2019 году прошёл областной фестиваль "Дажынкi"
- 21 мая 2023 года открытый региональный фестиваль батлеечных театров «Чароўны свет батлейкі»
- 3 июня 2023 года фестиваль-ярмарка «Смаргонскія абаранкі»
- Международный конкурс камерных ансамблей имени М. К. Огинского

## Досуг
В городе работают несколько клубов и дискотек, ресторан, различные бары и кафе. Ботанический сад, Дом культуры, выставочный зал, летний амфитеатр.

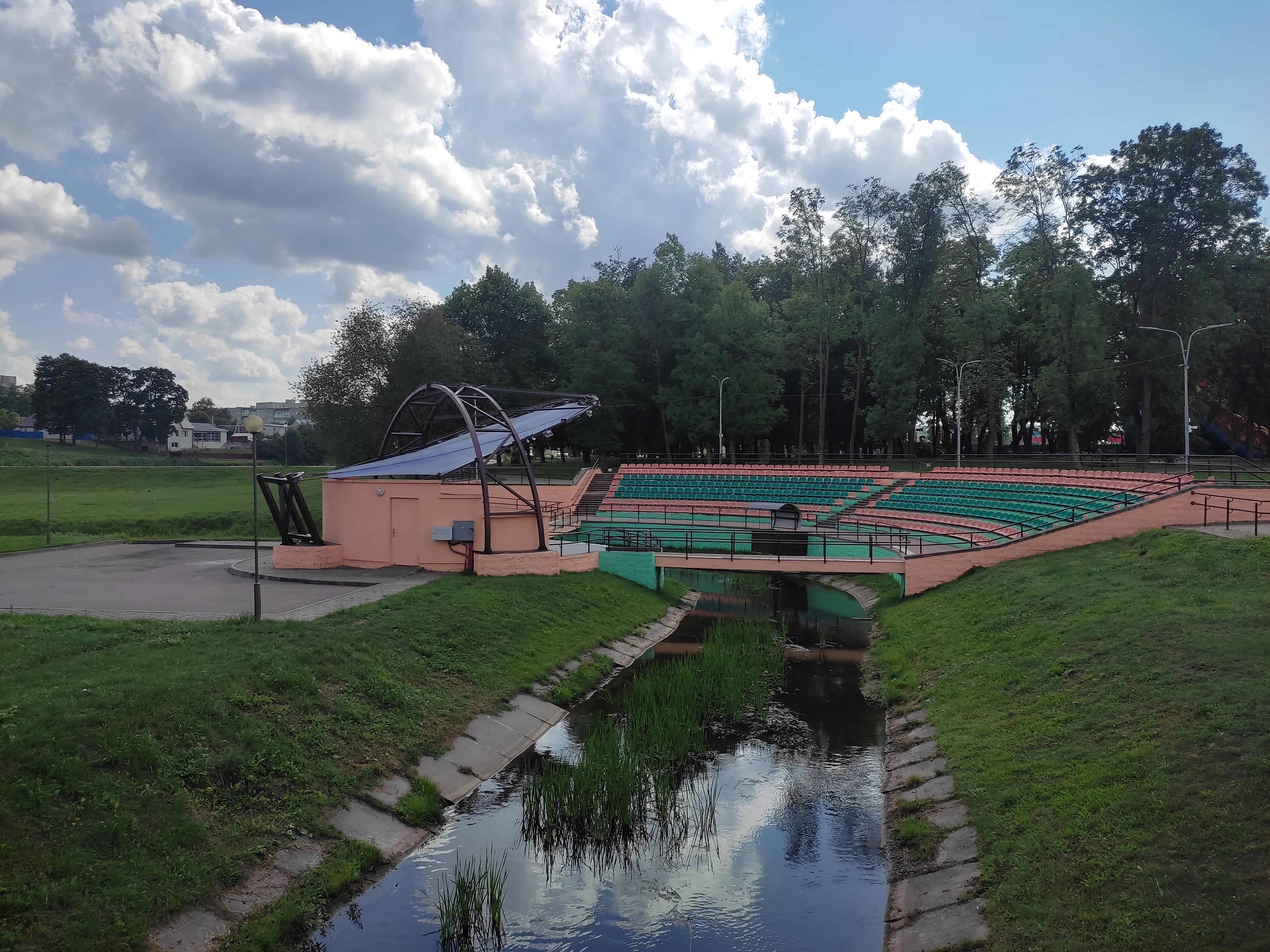
Амфитеатр в центральном парке Сморгони

## Достопримечательности

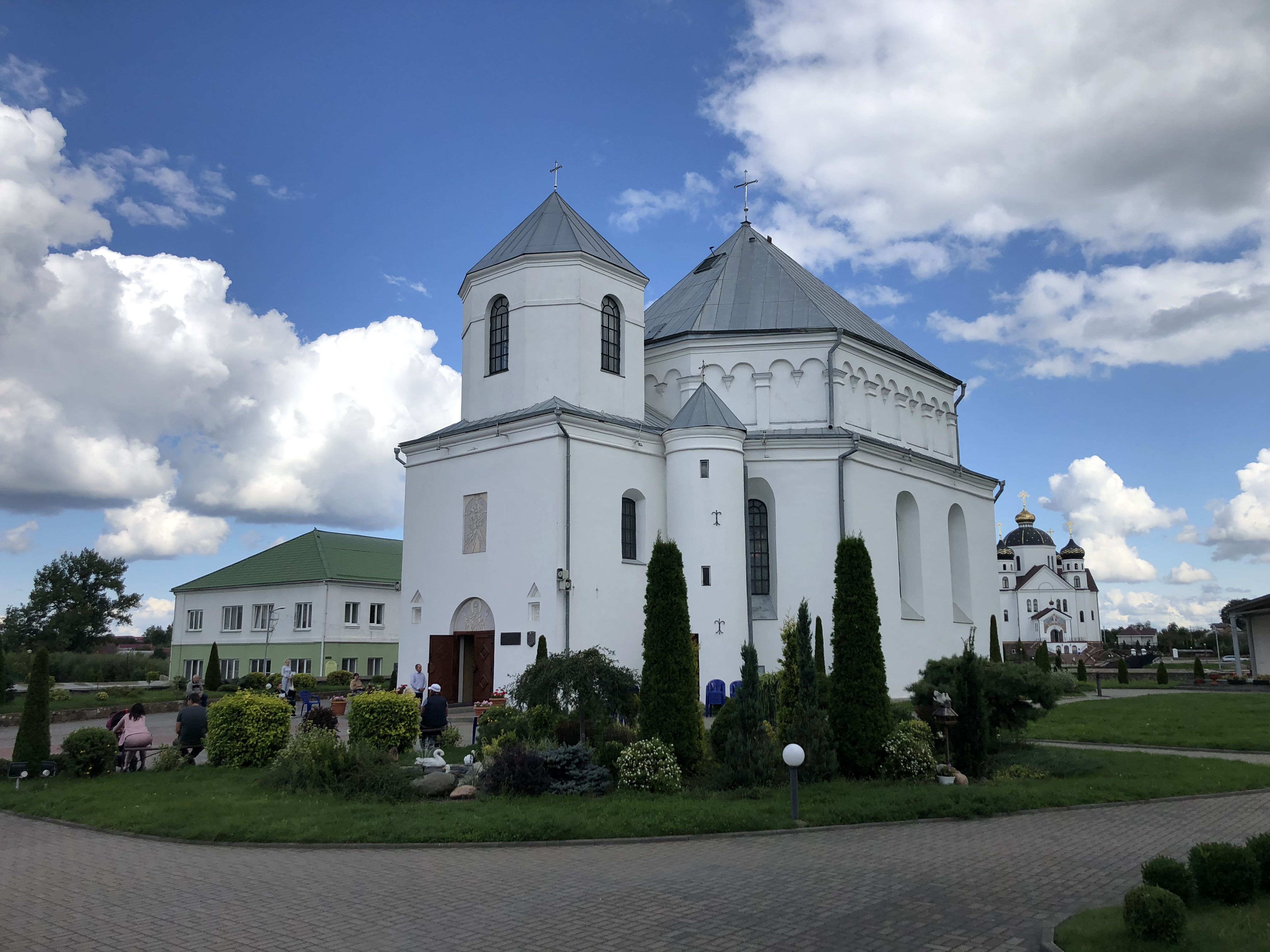
Фасад костёла Святого Михаила Архангела

Костёл Святого Михаила Архангела (бывший кальвинистский собор), ул. П. Балышева, 1 —  Историко-культурная ценность Республики Беларусь, .
Оборонительный католический костёл, построен в стиле Ренессанс. Стены костёла составляют от 1,8 до 3 метров в толщину. Был построен предположительно в 1606—1612 годах как деревянный кальвинистский собор на средства брест-литовского воеводы Криштофа Зеновича, в 1612 передан католикам. В 1866 году костёл превратился в церковь. В 1921 году — снова в костёл. В 1947 году храм был закрыт, после чего во время коммунистического строя был магазином, выставочным залом и музеем. В 1990 году был передан верующим. Под самим храмом находится подземелье, которое является усыпальницей семьи Зеновичей. Усыпальница ещё не исследована, однако легенды, что из неё существуют подземные ходы до Вильнюса и Крева, не подтвердились.

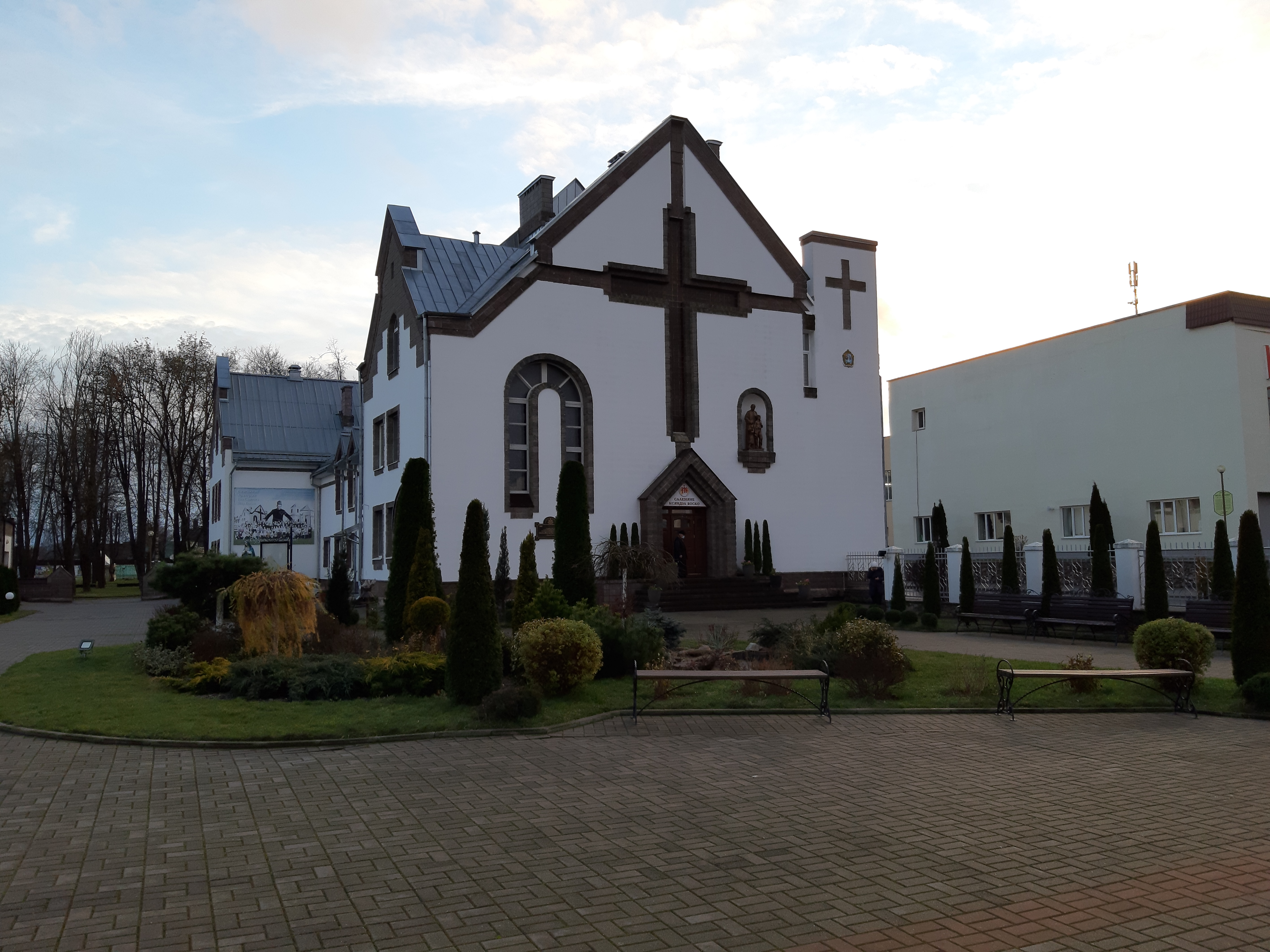
Христианский образовательный центр имени Иоанна Боско при костёле св. Михаила Архангела

В 2003 году к празднованию 500-летия со дня первого упоминания Сморгони в исторических летописях костёл Святого Михаила был подвергнут внешнему ремонту, благодаря чему приобрёл более привлекательный вид. 
На территории костёла также расположен Христианский образовательный центр имени Иоанна Боско, здание которого построено в 1937-1939 годах.

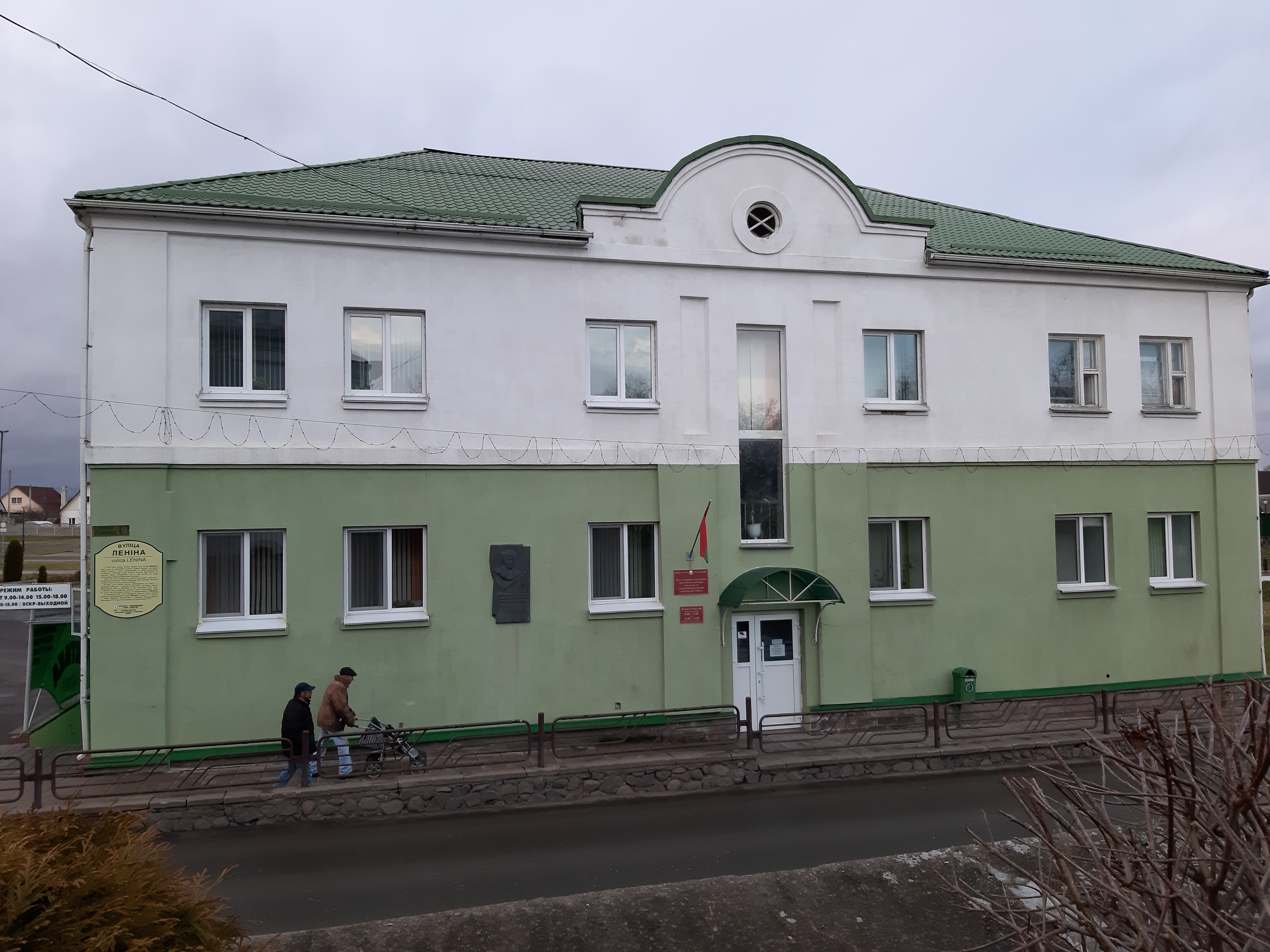
Довоенное здание бывшей школы

Гости города также могут посетить здание бывшей школы, где некогда учились А. Дерюго (известный во всей Беларуси музыкант) и Р. А. Лапицкий (белорусский революционер, расстрелянный из-за своей подпольной деятельности в 1953 году во возрасте 22 лет). На здании установлена мемориальная доска.

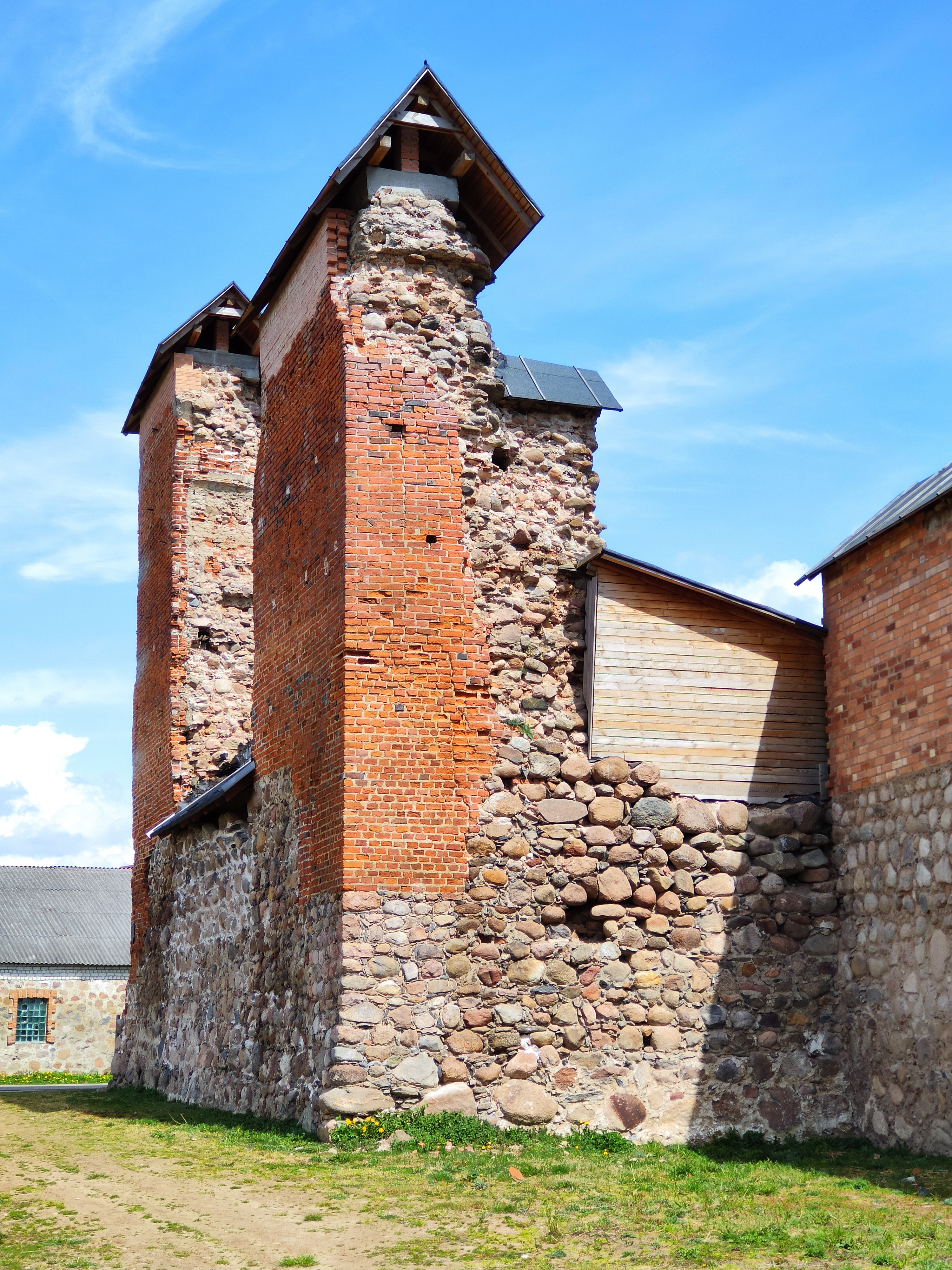
Башня Кревского замка

В окрестностях Сморгони находятся усадьба Огинского, Кревский замок, дом Ф. Богушевича и многочисленные места военных сражений, особенно вдоль дороги на Крево, можно увидеть 67 бетонных дотов и бункеров — во время Первой мировой войны это был самый насыщенный с обеих сторон войсками участок фронта. На Сморгонщине сохранилось огромное количество древних храмов и костёлов.

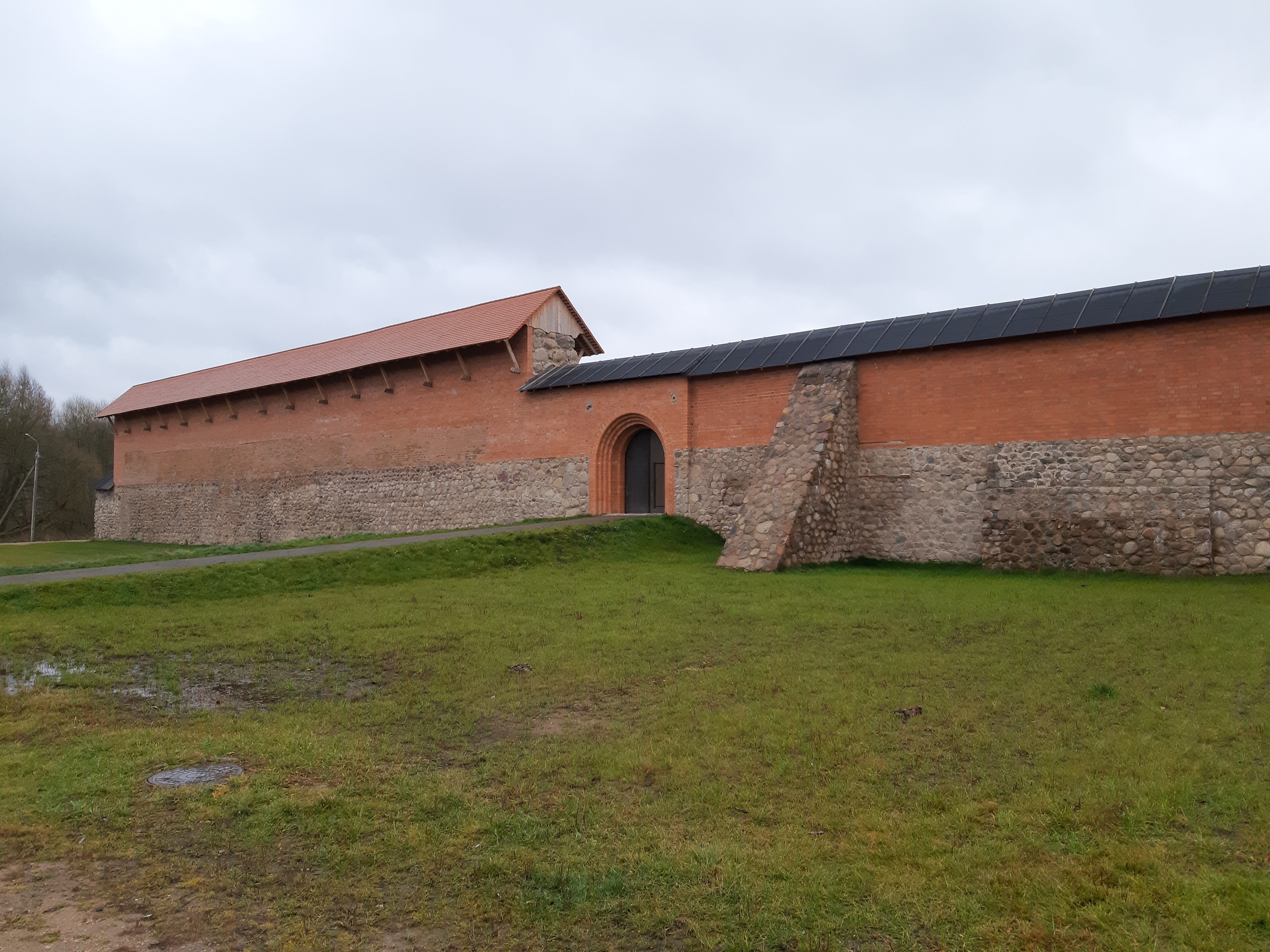
Стены Кревского замка

В государственной школе-интернате для детей-сирот и детей, оставшихся без попечения родителей, закрытой в 2009 году, имеется уникальная оранжерея. Коллекция «Зимнего сада» пополняется с ноября 1997 года, когда были посажены первые растения. Представлена флора Африки и Америки, тропиков, субтропиков и умеренной зоны. Кактусы, папоротники, лимонные и кофейные деревья. Площадь — 1000 квадратных метров. Всего имеется более 1100 растений 245 видов. Сделан японский дворик, выдержанный в строгих тонах монолитного минимализма, и с растительностью, подобранной в японском стиле. Ежегодно оранжерею «Зимний сад» посещают около 7 тысяч человек.

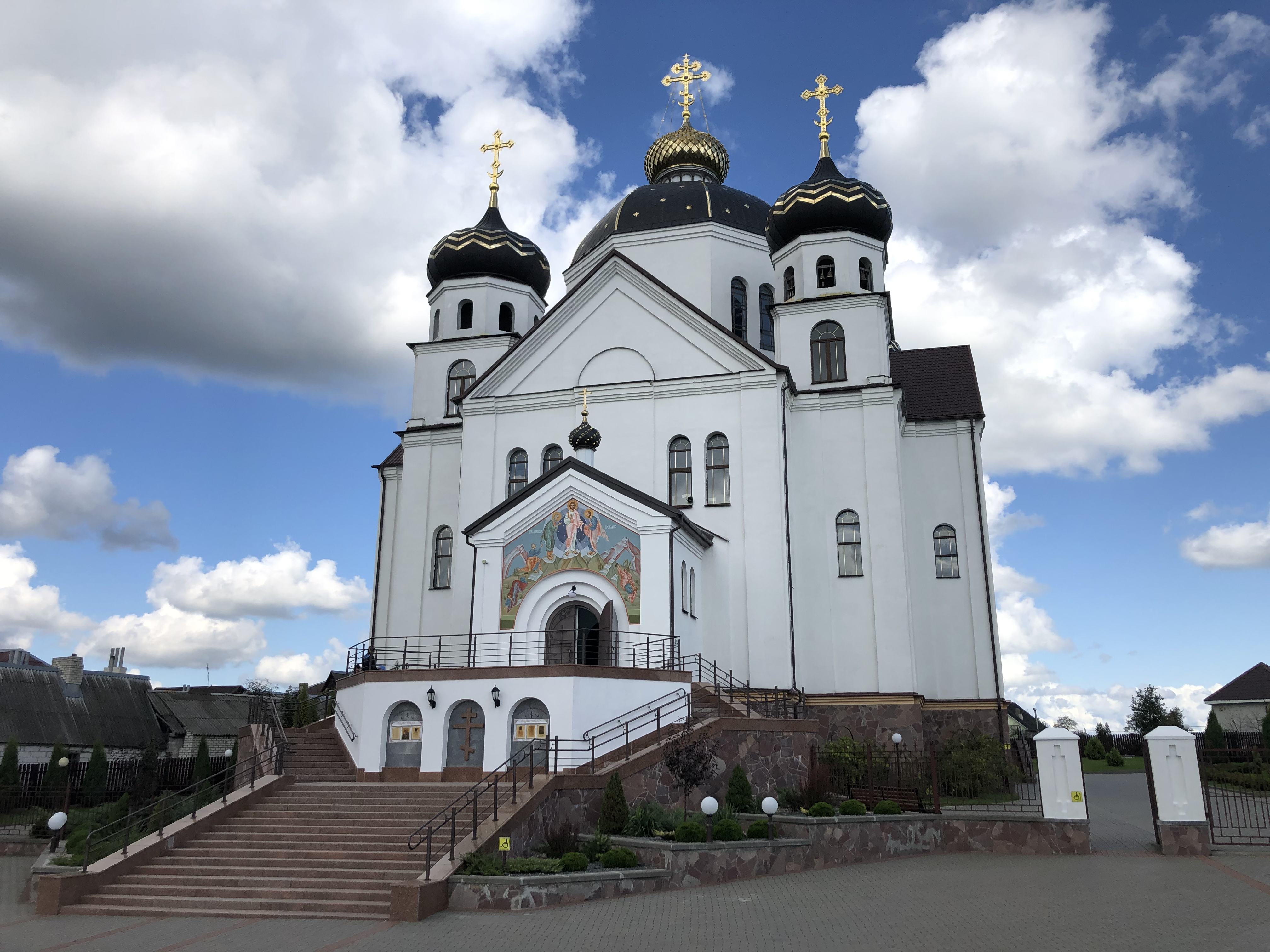
Orthodox church of the Transfiguration of Jesus Christ in Smarhoń 01

Собор Преображения Господня, который горожане часто называют Преображенской церковью, является архитектурной доминантой Сморгони. Построенный на возвышении рядом с живописной рекой Оксна, он стоит на месте другого православного храма, который был разрушен в советские времена в годы хрущевских гонений.

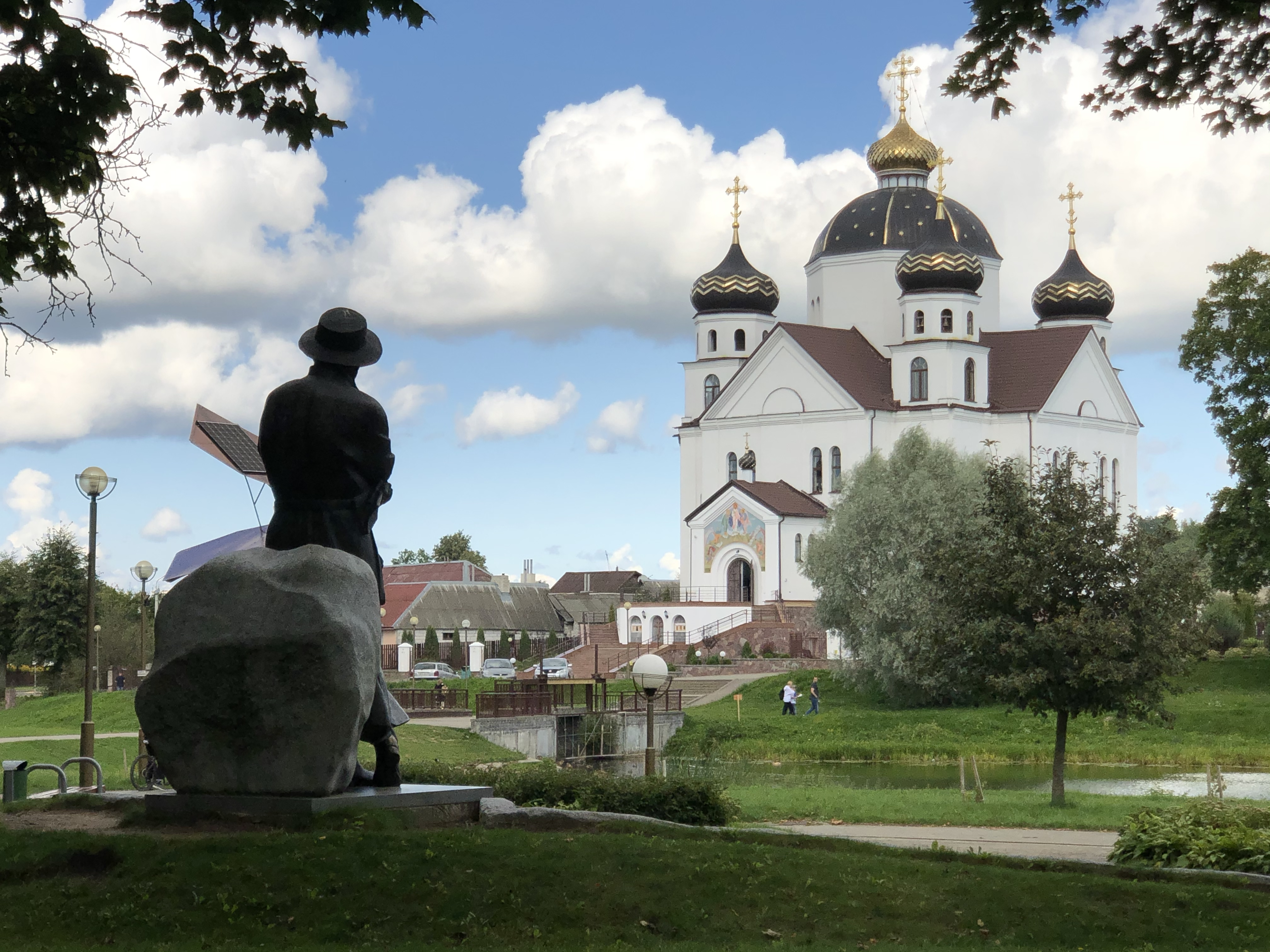
Orthodox church of the Transfiguration of Jesus Christ in Smarhoń 02

Строительство нового собора началось в 1989 году, но из-за нехватки средств растянулось на 20 лет. Архитектурный проект разработал Анатолий Шабалин. В облике Преображенской церкви сочетаются элементы византийского стиля и неоклассицизма.

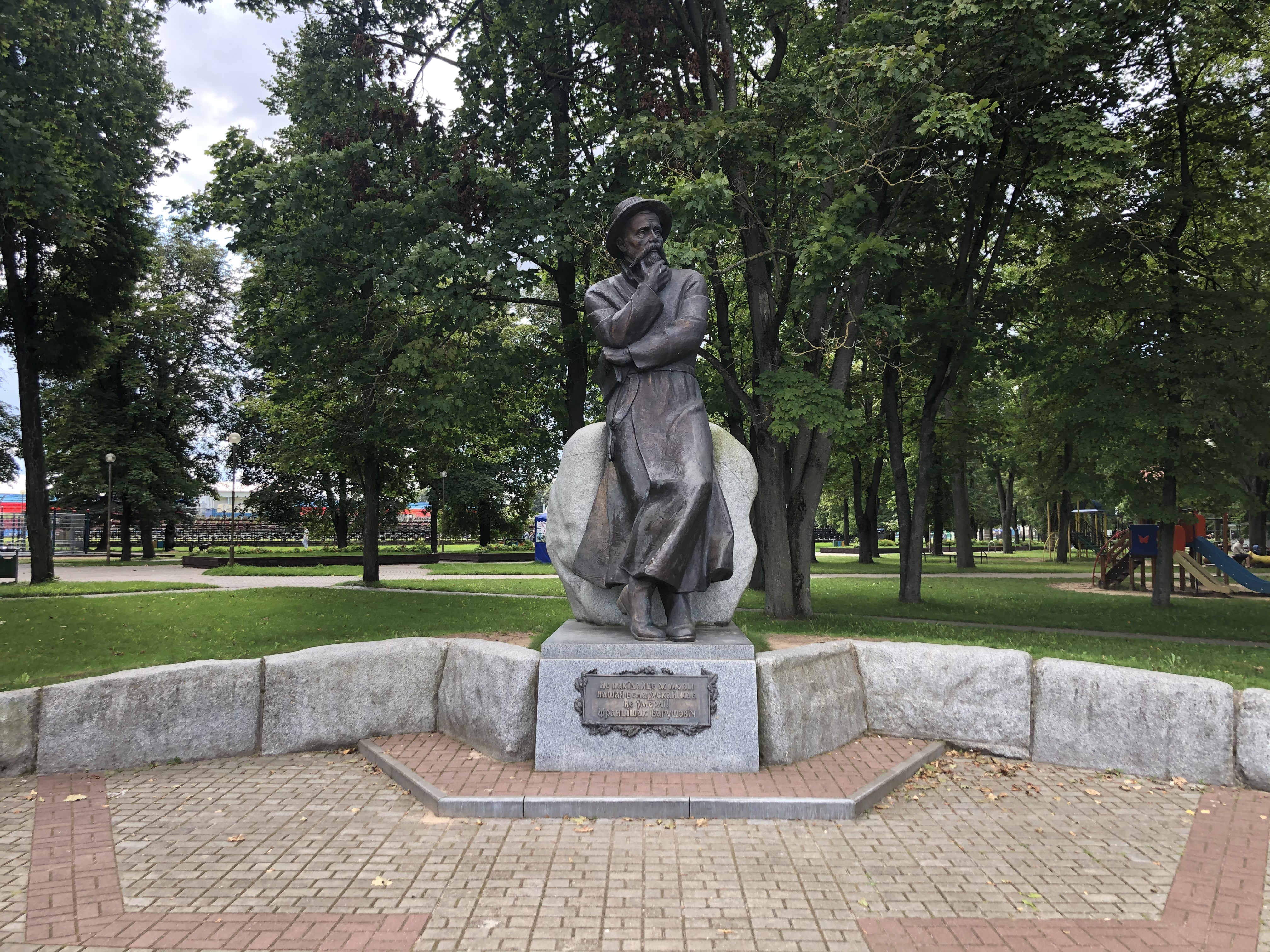
Памятник Ф. Богушевичу в центральном парке Сморгони

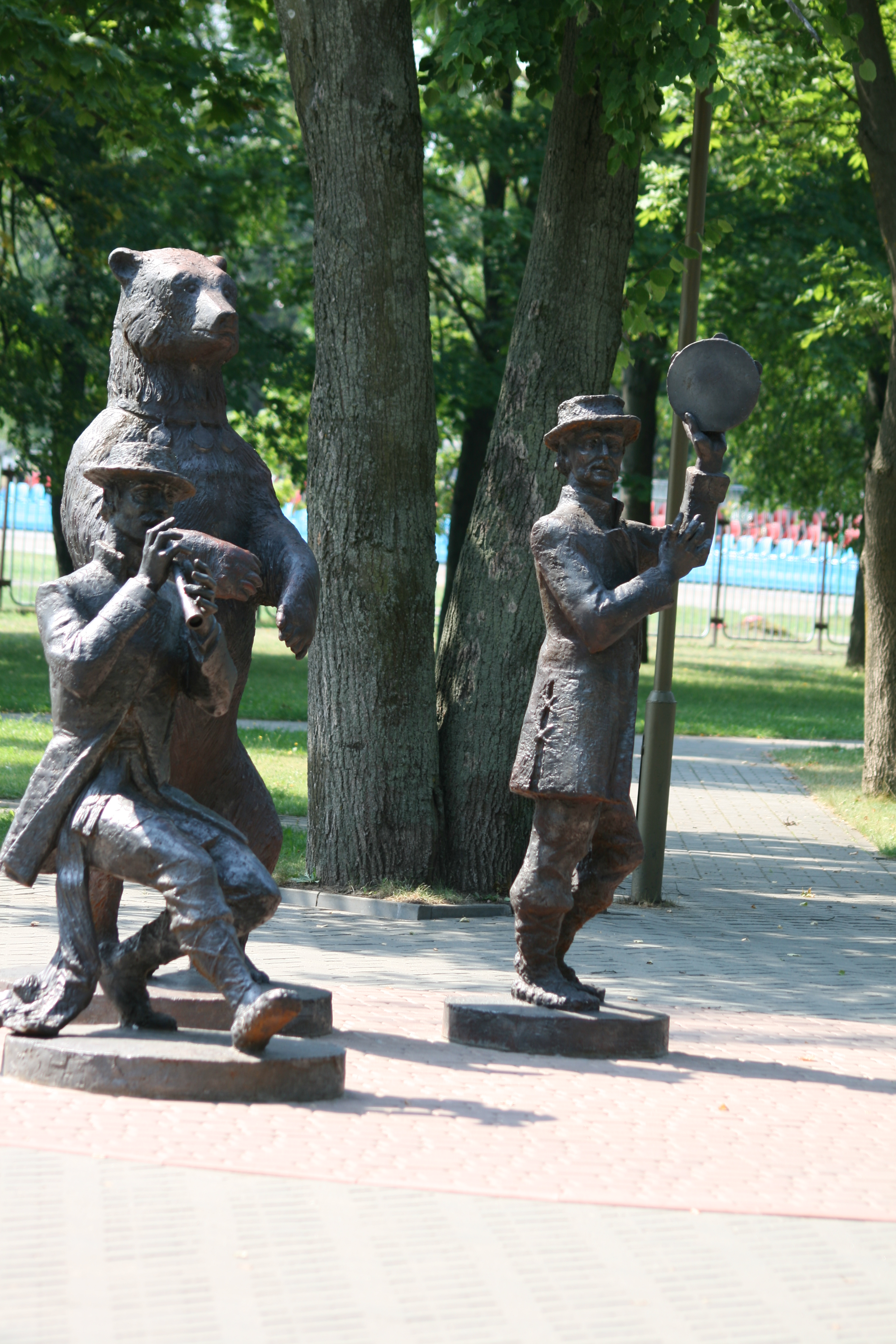
Памятник Медвежьей академии

До 2009 года в Беларуси не было памятника одному из основателей национальной художественной литературы, автору «Дудкi беларускай» и «Смыка беларускага». Его появление в Сморгони (Франтишек Богушевич жил неподалёку в Кушлянах) было приурочено к XVI Дню белорусской письменности. Высота памятника — около трех с половиной метров. На постаменте табличка с самой известной цитатой Богушевича: «Не пакідайце ж мовы нашай беларускай, каб не ўмёрлі».
Памятник Медвежьей академии. Композиция установлена в 2013 году (скульптор Владимир Теребун). "Медвежья академия" — народное название промысла отлова и дрессировки медведей. Основан князьями Радзивиллами в XVII веке в Сморгони. В те времена ни одна ярмарка не обходилась без выступления этих зверей.
- Фортификации времён Первой мировой войны (1915—1918).
- Железнодорожная станция (1920-е).
- Мемориальный комплекс памяти героев и жертв Первой мировой войны (2014; скульптор — Анатолий Артимович).
- Каменная плита с барельефами в виде женских лиц.

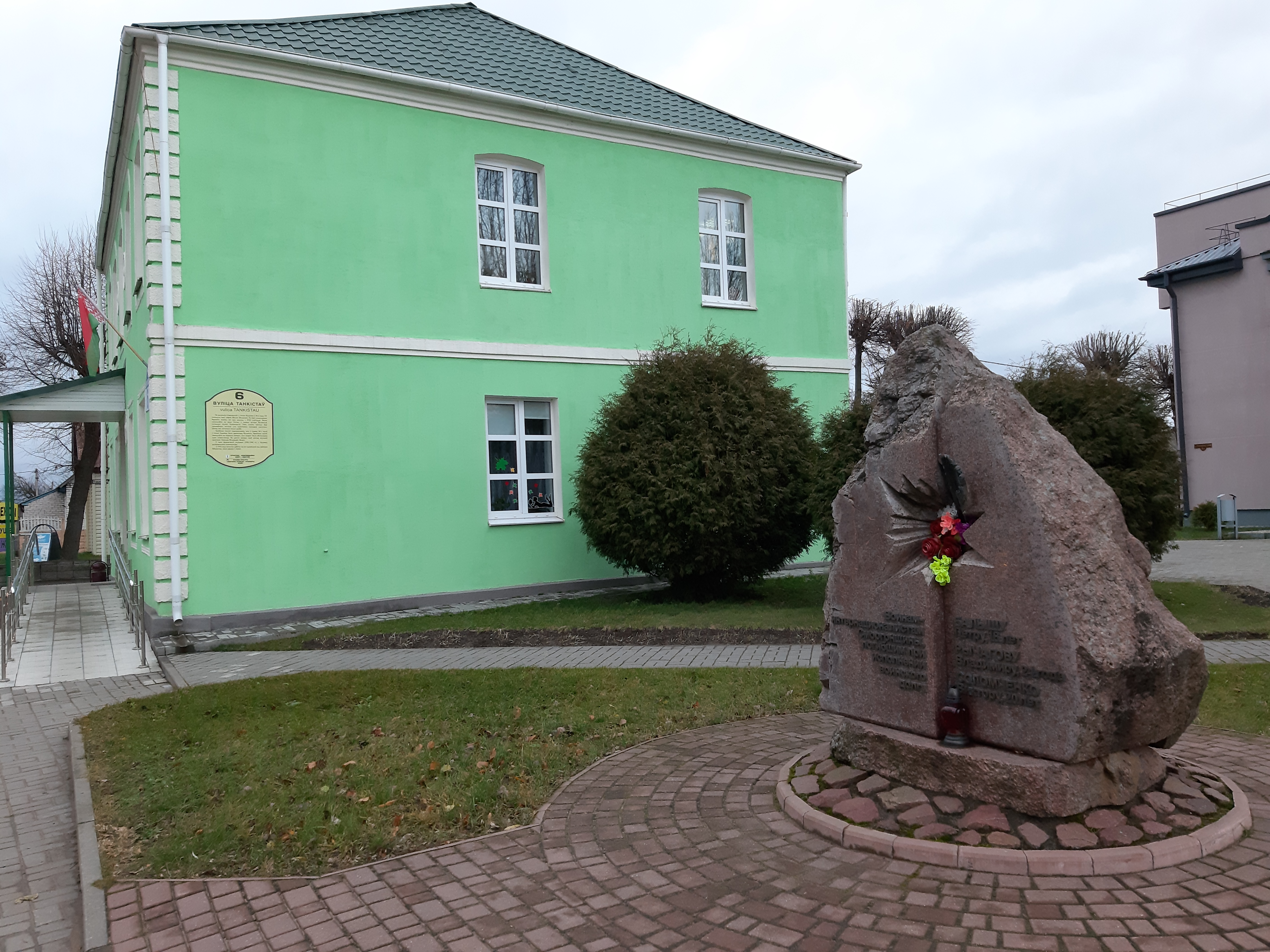

- Братская могила, пер. Больничный, 13 —  Историко-культурная ценность Республики Беларусь, шифр 413Д000587.
- Мемориальный комплекс по линии противостояния в Первую мировую войну (2024)[41].

### Утраченное наследие
- Костёл (1911)
- Дворец Пшездецких

## Средства массовой информации
«Светлы шлях» — первый номер вышел 23 ноября 1944 года как «Сцяг перамогі». Выходит издание на белорусском и русском языке 2 раза в неделю (среда и пятница). Учредителями являются Сморгонский районный исполнительный комитет и Сморгонский районный Совет депутатов. Тираж 8050 экземпляров.

## В филателии и нумизматике
- 6 сентября 2009 года выпущены конверт с оригинальной маркой «День белорусской письменности в Сморгони»[43], почтовая марка «Герб Сморгони» из серии «Гербы городов Беларуси»[44].

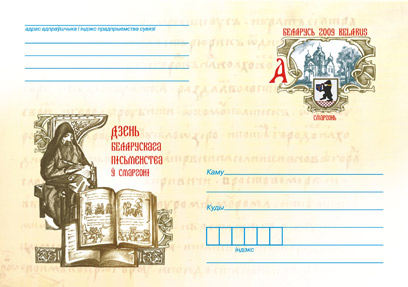
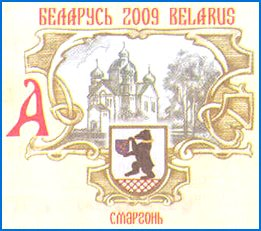
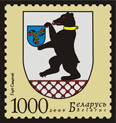

## В топонимике
- Улица Сморгонская (бел. вуліца Смаргонская) — улица в населённых пунктах Сморгонского района (Войстом, Крево, Стрипуны, Заболотье) и Вилейке.

## В литературе
- Художник Зигмунт Розвадовский в 1930 году написал картину «Наполеон в Сморгони», которая сейчас находится в художественном музее города Лодзь.

## Сморгонские баранки
Сморгонь традиционно считается родиной баранок, хотя достоверного подтверждения этому нет. Впервые об этом факте упоминает Вильям Похлёбкин в своих кулинарных книгах:
«…Родина баранок — город Сморгонь в Беларуси, где из заварного (обварного) теста впервые начали делать узкие жгутики и выпекать из них обваранки (изделия из обваренного теста)…».
Предполагается, что изначально баранки использовались в качестве пайка для воспитанников «Медвежьей академии» и их поводырей. В XIX веке сморгонские баранки получили широкую известность в Беларуси и за её пределами. Адам Киркор в своём произведении «Живописная Россия» писал:
«В Сморгони, Ошмянского уезда, Виленской губернии, едва ли не всё мещанское население занято выпечкой маленьких бубликов, или крендельков, пользующихся большой известностью под названием сморгонских обваранок. Каждый проезжий обязательно купит несколько связок этих бубликов; кроме того, их развозят в Вильно и иные города».
В 30-х годах XX века в Сморгони насчитывалось около 60 пекарей, которые занимались выпечкой баранок. Сморгонские баранки были традиционным угощением на ярмарке ко дню Святого Казимира в Вильно.
Промысел успешно просуществовал до 1939 года. Когда на территории Западной Беларуси установилась советская власть, для частников-бараночников были введены высокие налоги.

## Тайная организация в Санкт-Петербурге
В 1867—1869 годах в Санкт-Петербурге существовала тайная террористическая организация, использовавшая название «Сморгонь» либо «Сморгонская академия», членами которой были выходцы из Беларуси и, в частности, Сморгони. Некоторые историки считают, что «сморгонцами» руководили известные революционеры Петр Ткачев и Сергей Нечаев. «Сморгонь» возникла как преемница террористической организации «Ад», которая была ликвидирована после того, как один из её членов, Дмитрий Каракозов, совершил неудачное покушение на Александра II. Также «Сморгонь» являлась подразделением польской националистической организации «Огул», которая ставила своей задачей восстановление Речи Посполитой в границах 1772 года. После ликвидации «Сморгони» её члены составили костяк ещё одной тайной организации — «Народная расправа».

## Международное сотрудничество
Города-побратимы
- Висагинас (лит. Visaginas), Литва
- Алитус (лит. Alytus), Литва
- Краснознаменск, Россия
- Кологрив, Россия
- Вязьма, Россия
- Арзамас, Россия

## Почётные граждане города
Почётными гражданами города Сморгонь являются:
- Счастный, Владимир Григорьевич (1948–2020) — белорусский государственный деятель, дипломат, писатель, критик, переводчик
- Теребун, Владимир Васильевич (род. 1946) — белорусский скульптор, заслуженный деятель искусств Республики Беларусь (2007)
- Лях, Александр Поликарпович (род. 1945) — руководитель народного ансамбля песни и танца имени М.К. Огинского
- Дукса, Марьян Николаевич (1943–2019) — белорусский поэт и прозаик
- Голубева, Татьяна Геннадьевна (род. 1947) — белорусский государственный и политический деятель, заслуженный строитель Республики Беларусь
- Рожко, Эдвард Петрович (1935–2017) — Герой Социалистического Труда (1976)
- Ровдо, Виктор Владимирович (1921–2007) — белорусский хоровой дирижёр, народный артист СССР (1990)
- Дерюго, Александр Анисимович (1901–1979) — белорусский деятель любительского искусства, заслуженный деятель культуры БССР (1961)[49]
- Шидловский, Александр Константинович (1911–2002) — белорусский культурный деятель, композитор
- Трохалева, Лилия Владимировна (1925–1996) — белорусский художник
- Ватаева, Тамара Сергеевна (1923–2017) — отличник народного просвещения РСФСР
- Кукареко, Пётр Кононович (1919–?) — участник Великой Отечественной войны, председатель колхоза имени Калинина (1953–1980)